# SEAL
Los Equipos Tierra, Mar y Aire de la Armada de los Estados Unidos (en inglés: United States Navy Sea, Air and Land Seal Teams) o SEAL (acrónimo de SEa, Air and Land), conocidos habitualmente como Navy SEALs (plural en inglés), son la principal fuerza de operaciones especiales de la Armada de los Estados Unidos, siendo el componente marítimo del Mando de Operaciones Especiales de los Estados Unidos (USSOCOM).
Los equipos SEAL, así como los equipos SWCC (Tripulación Combatiente de Operaciones Especiales) se entrenan, planifican y ejecutan sus misiones encuadrados en el Mando de Guerra Naval Especial de los Estados Unidos (NSWC o NAVSOC), el mando de la Armada de los Estados Unidos para las operaciones especiales, y bajo su dirección. 
El acrónimo de la unidad (SEAL) hace referencia a su capacidad para operar en mar, aire y tierra; pero es su habilidad para trabajar bajo el agua que los diferencia de la mayoría de las demás unidades militares del mundo. La experiencia adquirida al operar en campos de batalla en el océano o en agua dulce ha dado forma a su identidad y, como resultado, se les considera como una de las unidades anfibias más altamente cualificadas y capacitadas del mundo.[cita requerida] Los SEAL están entrenados y han sido desplegados en una amplia variedad de misiones, incluyendo operaciones de acción directa y de reconocimiento especial, guerra no convencional, defensa interna en el extranjero, rescate de rehenes, contraterrorismo y otras misiones. Hasta el año 2015, todos los SEAL eran miembros masculinos de la Armada, Actualmente las mujeres pueden aspirar.
Los primeros grupos entraron en servicio en 1962, durante el mandato del presidente John F. Kennedy.

## Historia

### Orígenes
Los SEAL de la US Navy tienen su origen en varias unidades especiales creadas en la Segunda Guerra Mundial: los Scout and Raiders, las Unidades de Demolición de Combate de la Armada, los buzos de combate del OSS, los Equipos de Demolición Submarina (UDT, Underwater Demolition Team) y los Escuadrones de Torpederos a Motor de la Segunda Guerra Mundial. 
- Los Scouts and Raiders eran una unidad conjunta naval y terrestre cuya misión era reconocer las zonas de desembarco. Actuaron en Sicilia, Salerno, Anzio y Normandía.
- Los buzos de combate de la Oficina de Servicios Estratégicos (OSS) fueron entrenados para atacar con bombas lapa al enemigo.
- Los Equipos de Demolición de Combate Naval fue una unidad especializada en las técnicas de ataque típicas de los comandos británicos y el empleo de explosivos. Fueron creados con la intención de volar los obstáculos que había puesto el enemigo en las playas para evitar el desembarco.[6]

En 1947 se creó la UDT (Underwater Demolition Team, Equipo de Demolición Submarina). Eran voluntarios de la US Navy y del Cuerpo de Marines de los Estados Unidos. Los UDT incorporaron equipos y tácticas desarrollados en la guerra por sus antecesores. Los buzos de combate de la OSS hicieron una contribución significativa, haciendo que los UDT no solo se encargaran de misiones en la costa sino en cualquier medio acuático y que incorporaran capacidades de comando. Los equipos UDT-1 y 3 se basaron en Coronado y los UDT-2 y 4 en Little Creek.
Durante la guerra de Corea los UDT lideraron el desembarco en Incheon, limpiaron puertos y volaron puentes y túneles en Corea del Norte. Durante la década de 1950 los UDT colaboraron con los Boinas Verdes, entrenándoles e intercambiando experiencias.
De todos modos los SEAL no verían la luz hasta 1962. El fracaso de bahía de Cochinos hizo que el presidente Kennedy solicitara la creación de una fuerza especial, algo con lo que ya contaba el Ejército desde hacía años. En este momento, la Armada dio luz verde a la creación de un cuerpo de operaciones especiales bajo el nombre codificado de SEAL, cuya misión sería la guerra de guerrillas y operaciones clandestinas en los entornos marítimo y fluvial. Desde su nacimiento en 1962 los Navy SEAL han sido una de las principales unidades de élite de EE. UU., especializados en infiltraciones, demoliciones, operaciones comando y ataques directos en situaciones que no puedan realizar las tropas convencionales. 
Los SEAL se componían inicialmente de dos equipos, y para su organización se tomó como modelo al Special Air Service (SAS) y el SBS Special Boat Service (SBS) británicos, especialmente este último. Miembros del SBS británico asesoraron al SEAL en su fundación y primeros años. Desde entonces la relación con los SBS ha sido estrecha. Los primeros miembros del SEAL eran principalmente reclutados a partir de los equipos UDT, creándose los dos primeros equipos:
- ST-1 (SEAL Team One) en Coronado (California), que operaba en el Pacífico .
- ST-2 (SEAL Team Two) en Little Creek (Virginia), en el Atlántico.

Los primeros SEAL seguían el entrenamiento de los equipos UDT y servían con ellos para ganar experiencia. Después pasaban por el curso SEAL Basic Indoctrination de tres meses en Camp Kerry. A continuación el operador se unía a un pelotón SEAL y comenzaba el verdadero entrenamiento en tácticas.

### Vietnam: Una guerra para las operaciones especiales

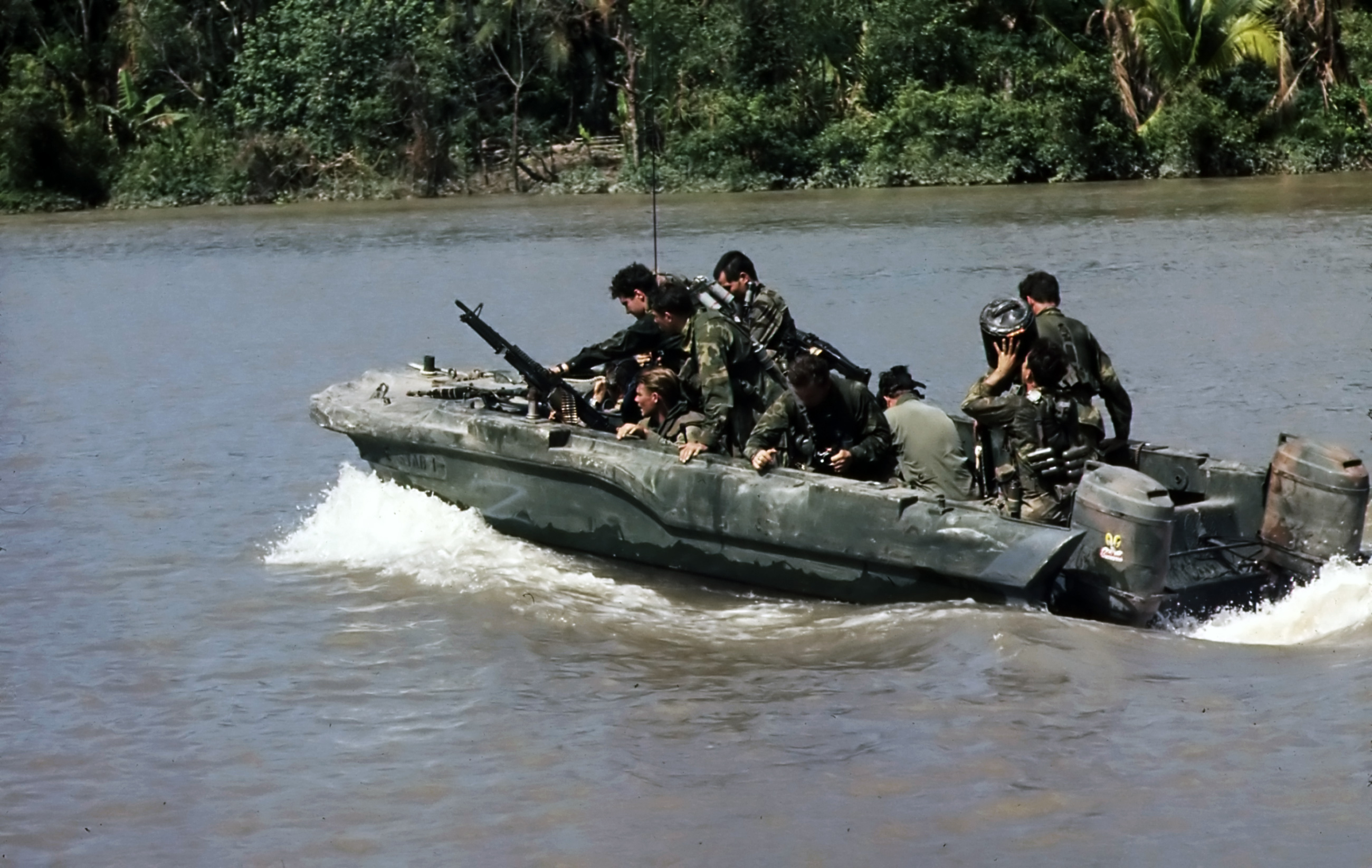
SEAL patrullando el delta del Río Mekong, 1967.

Por las características de la guerra de Vietnam (ausencia de frentes, incursiones desde países vecinos, dificultad para distinguir a combatientes de no combatientes) esta exigió a la participación de un nuevo tipo de fuerzas más alejadas de la estructura de combate tradicional (una sección perteneciente a una compañía, esta a su vez a un batallón, etc.).
Estados Unidos había fundado los Rangers el 19 de junio de 1942 siguiendo el esquema de los mencionados SAS británicos, es decir, una fuerza pequeña, aislada y formada por soldados especialistas cada uno en un campo.
Antes de la participación directa en la guerra ya estaban destinados en Vietnam miles de asesores y el ejército estadounidense había creado una de sus más famosas unidades, los Boinas Verdes. Por su parte la Armada estadounidense también había comprobado lo necesario que le resultaba disponer de fuerzas pequeñas y con capacidad de actuar aisladas para infiltrarse en territorio enemigo y causar daños muy localizados, pero muy contundentes. Así en 1962 se creó esta fuerza a imitación del Special Boat Service británico teniendo como primer objetivo ampliar las funciones de la fuerza de combate de buceadores, los equipos de demolición submarina de la Armada (EDS).

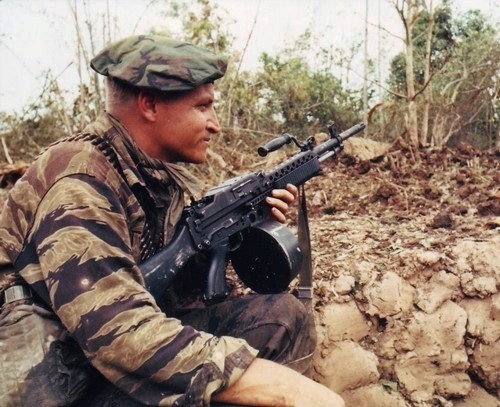
SEAL en Vietnam con una ametralladora Stoner 63A

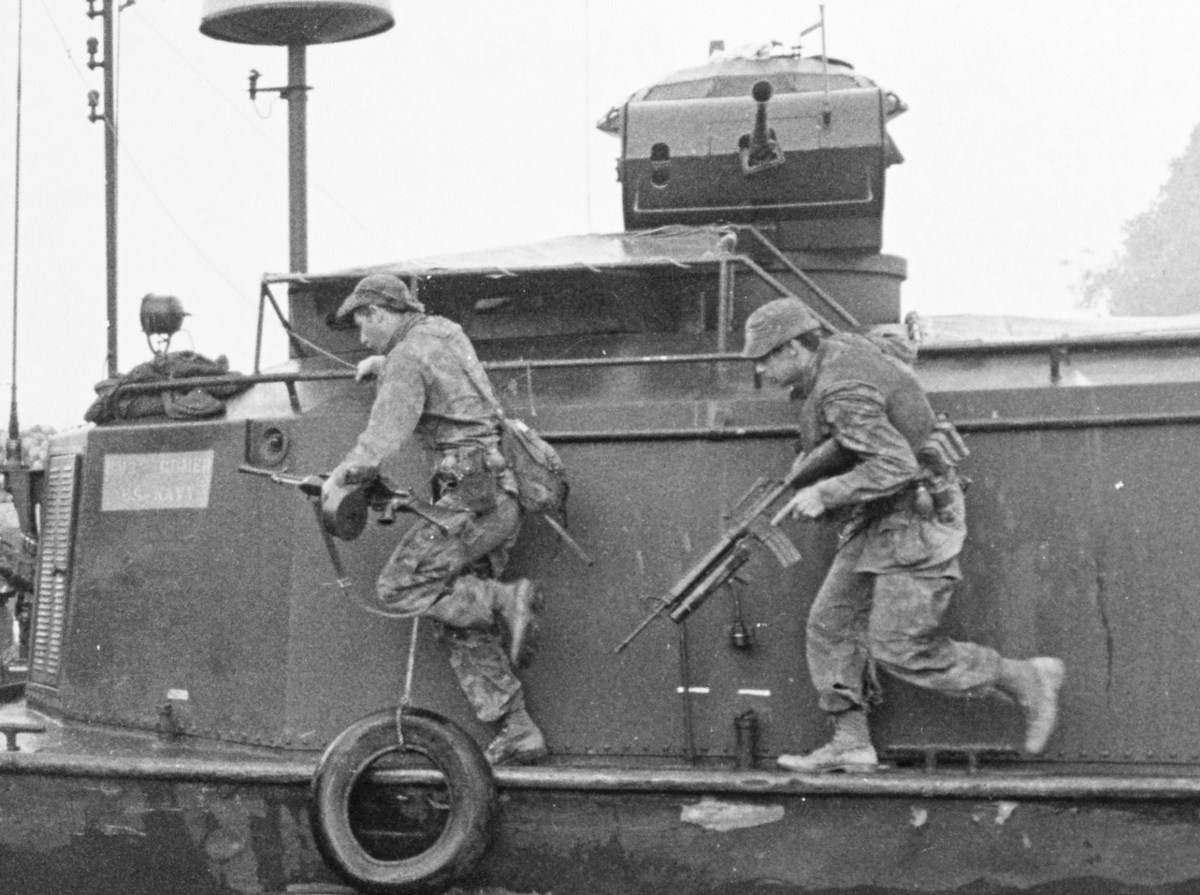
Dos SEAL fotografiados en un Assault Support Patrol Boat (ASPB).

En marzo de 1962 los primeros SEAL llegaron a Vietnam. Les habían precedido miembros del UDT. La misión de los SEAL era entrenar fuerzas especiales survietnamitas. En febrero de 1963 miembros del UDT 12 realizaron la primera misión de combate, cerca de Da Nang. Los comandos survietnamitas empezaron a realizar sus propias misiones de combate. Pronto se les unieron los SEAL, realizando operaciones encubiertas contra la red de suministros llegados del norte.
En febrero de 1964 los SEAL operaban dentro de Vietnam del Norte, en mayo de ese año (1964) los Grupos de Defensa Irregulares Civiles comenzaron a enviar los primeros nativos para participar en el Proyecto Delta, en septiembre empezaron las actuaciones dentro de Laos y en 1965 dentro de Camboya.
Finalmente los SEAL fueron enviados a Vietnam del Sur para realizar misiones Sat Cong (Matar Comunistas), reconocimientos, información, vigilancia, rescate de prisioneros, guerra psicológica y un largo etcétera donde destacaron sobre las demás fuerzas estadounidenses, llegando a ser considerados por amigos y enemigos como una de las fuerzas más duras y temibles. Recibiría el encargo, entre otros, de vigilar y patrullar el delta del río Mekong donde sus lanchas de la Fuerza Fluvial Móvil comprobaron todos los peligros y la facilidad de los guerrilleros del Viet Cong de realizar ataques muy mortíferos contra ellos. Los SEAL desarrollaron un duro trabajo, acumulando un impresionante historial de combate y logrando tres Medallas de Honor del Congreso. Después de su emplazamiento inicial como unidad operativa en Da Nang, se asignaron a la limpieza de guerrilleros en el área de Rung Sat, donde gracias a su eficacia en la lucha antiguerrilla conseguirían una mística y reputación impresionantes, dándoles el enemigo el apodo de los Demonios de Cara Verde. 

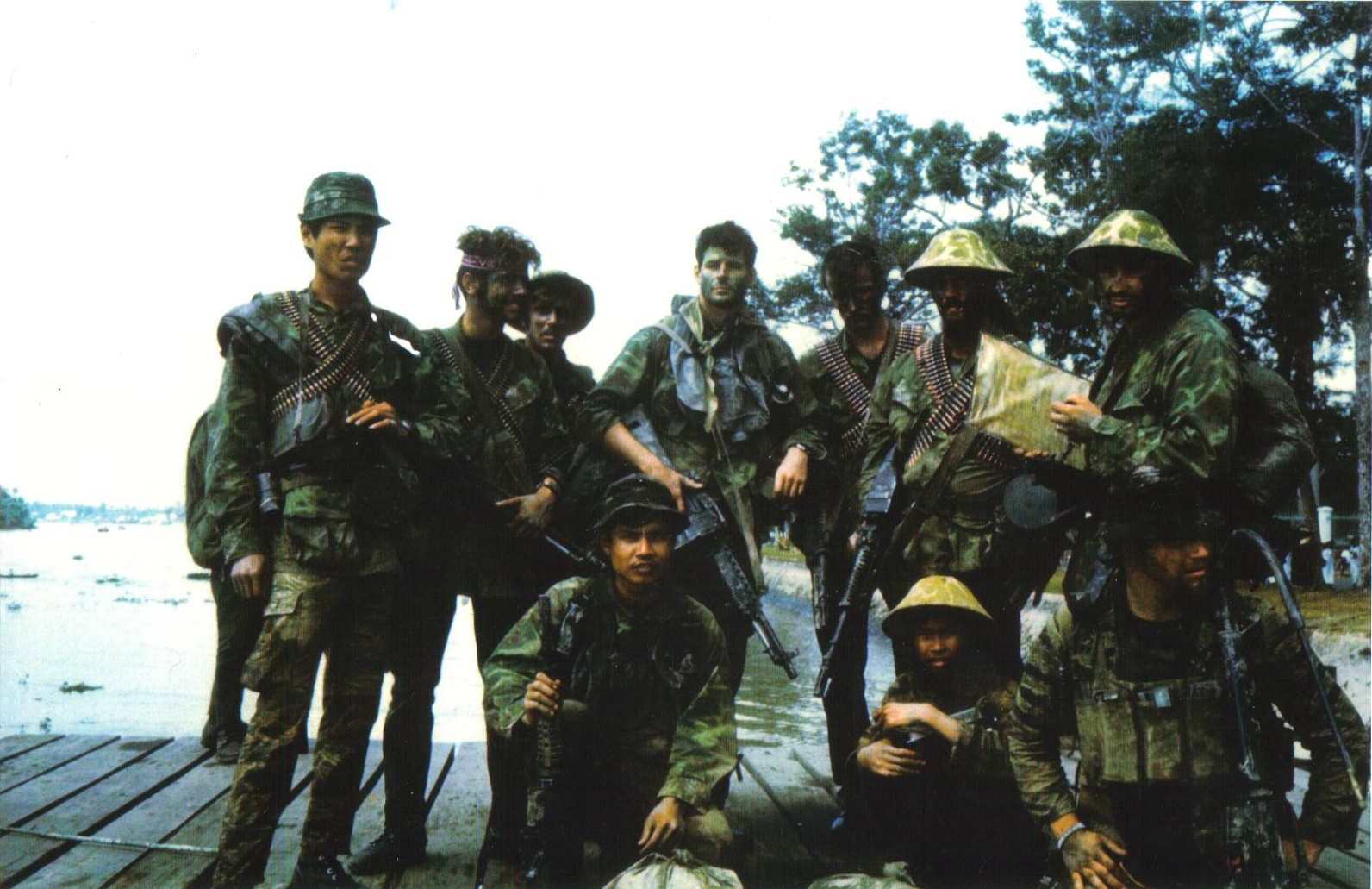
Pelotón de SEAL fotografiados en Vietnam, 1970

En Vietnam prestaron servicio destacamentos de los dos equipos SEAL. La base principal estaba situada en Nha Be y el Delta del Mekong fue su zona principal de actuación, apoyando a otras unidades de la US Navy en la lucha contra la guerrilla. Pequeños destacamentos de SEAL eran transportados en embarcaciones o en helicópteros para establecer puestos de observación a lo largo de las vías fluviales y senderos utilizados por el enemigo. Esto requería estar oculto durante algunos días para observar al enemigo y así localizar sus bases y depósitos. Posteriormente los SEAL también guiaban los ataque para acabar con bases, depósitos, pozos de agua y de fábricas de armas clandestinas. 
El 28 de octubre de 1965 murió el primer SEAL en Vietnam. Desde entonces hasta 1972 murieron otros 45 SEAL. Vietnam aportó muchas lecciones que se integraron en el entrenamiento y procedimientos de los SEAL.
Los SEAL realizaron misiones clandestinas a Vietnam del Norte desde mayo de 1964 a 1971, estas incluían sobre todo reconocimientos del Puerto de Hải Phòng y otros puntos estratégicos. En estas misiones eran insertados desde submarinos y luego ascendían por ríos o se acercaban a la costa mediante botes inflables IBS. Las patrullas costeras y de interdicción incluían control y captura de botes, búsqueda y sabotaje a la industria marítima norvietnamita. Los SEAL también realizaron misiones en Camboya y operaron en algunas unidades mixtas junto a los comandos survietnamitas.
Los SEAL empezaron a desplegarse en Vietnam del Sur en 1966 como fuerzas de combate. Inicialmente se dedicaron a operaciones de inteligencia. Los SEAL establecían puestos de observación en el Delta del Mekong para localizar la red de rutas del Viet Cong. Cuando localizaban una ruta o base enemiga se establecían emboscadas o ataques. La primera operación importante fue en diciembre de 1966, se capturaron documentos que indicaban la situación de los pozos de agua del Viet Cong en la Zona Especial de Rug Sat. Los SEAL volaron esos pozos y privaron al enemigo de la mayor parte de su agua fresca. 
En septiembre de 1967 y marzo de 1968 los estadounidenses lanzaron operaciones para destruir los búnkeres y almacenes enemigos en el Delta del Mekong, en ellas los SEAL actuaron como exploradores y guías, localizando los objetivos y dirigiendo los ataques. Los SEAL también demolieron puentes a lo largo de la Ruta Ho Chi Minh y tuvieron una importante participación en el Programa Phoenix.

### Misiones de espionaje
A la US Navy se le ocurrió la idea de pinchar los cables de comunicaciones sumergidos de la antigua URSS. Estos cables parecerían seguros a los soviéticos, pero en octubre de 1971 el submarino USS Halibut (SSN-587) llegó al mar de Ojotsk, y varios buceadores del SEAL colocaron bobinas de escucha en un cable ruso que unía la flota del Norte con Moscú. Tras demostrar que se podía hacer, el USS Halibut volvió en 1972 para instalar junto al cable una cápsula de grabación de gran capacidad. Esta técnica no dañaba los cables y era improbable detectarla fácilmente.
En 1979 se añadieron nuevos cables como objetivos de esta operación, empleando otro submarino más, el USS Parche (SSN-683). En 2005 se asignó el USS Jimmy Carter (SSN-23), equipado para operaciones especiales con una extensión de 30 metros conocida como MMP (Multi-Misión Platform).
Entre estas misiones submarinas los SEAL ayudaron a recuperar del fondo marino restos de misiles soviéticos.
Asimismo, miembros del SEAL apoyaron al Special Activities Staff (SAS) de la CIA en el minado de puertos nicaragüenses en los años 80, como parte de la política de desestabilización contra el gobierno sandinista.

### Guerra Fría
Aunque nunca se haya confirmado oficialmente, se cree que SEAL realizó muchas operaciones encubiertas durante la Guerra Fría. [cita requerida]
También asesoraron a fuerzas anticastristas en realizar incursiones desde el mar y se les entrenó para realizar el reconocimiento anfibio previo a Bahía de Cochinos.
La US Navy asignó algunos submarinos para apoyar misiones de los Seal. El USS Grayback fue transformado adaptando sus cavidades gemelas para misiles en hangares de inmersión e instalando una cámara de descompresión para operaciones de fuerzas especiales. EL submarino transportaba en estiba un SDV. El submarino USS Parche y luego el USS Jimmy Carter tomaron el relevo en estas operaciones especiales.

### Guerra Irán-Irak
En la guerra de Irak e Irán, los equipos SEAL dirigieron misiones para contrarrestar los barcos iraníes que minaban las aguas del Golfo Pérsico. En agosto de 1987 se inicia el traslado de dos equipos SEAL (SEAL Team 1 y Team 2), embarcados en el USS Guadalcanal (LPH-7) y otros buques desplegados en la zona. En paralelo, dos helicópteros AH-6 y cuatro MH-6 “Little Bird” del 160.º Regimiento de Aviación de Operaciones Especiales se envían a la zona para ser embarcados en las Fragatas USS Klakring (FFG-42) y USS Jarret (FFG-33), constituyendo los destacamentos Seabat 1 y 2 con un MH-6 y dos AH-6 cada uno. 
El gobierno estadounidense alquiló dos barcazas de 132 metros de largo y 45 metros de ancho a la Kuwait Oil Tanker Company. Fueron transformadas para su uso militar, con una cubierta para helicópteros y pudiendo alojar hasta 161 hombres. Asimismo en septiembre llegan seis lanchas rápidas Mk.III, botes neumáticos y equipo de las Special Boat Unit (SBU) 12 y 13 para participar en la operación. Esto permitió desplegar a partir de octubre a los SEAL, lanchas y helicópteros a lo largo de las rutas de los petroleros.
En septiembre el buque iraní Iran Ajr es descubierto en pleno minado. El “Seabat 2” ataca al buque para detener el minado. Tres lanchas Mark III con operadores SEAL llegan a la zona, rescatando a los tripulantes iraníes que habían abandonado el barco. Mientras tanto más SEAL llegan desde el USS Guadalcanal (LPH-7) en un helicóptero CH-46D “Sea Knight” para embarcar en una lancha de desembarco y formar un equipo de abordaje. 
Los reconocimientos electrónicos descubrieron que la mayoría de las plataformas petroleras iraníes servían como centros de mando y control de las tareas de minado, además de cumplir misiones de inteligencia.
En octubre de 1987 hay un enfrentamiento entre lanchas rápidas iraníes y helicópteros norteamericanos. Tres lanchas Mk. III son despachadas a la zona con operadores SEAL , aseguraran la zona y capturan cinco marineros iraníes que se encontraban nadando en las cercanías. 
En octubre se lanza la operación Nimble Archer, motivada por el ataque iraní contra el petrolero Sea Isle City, cuando se encontraba anclado en aguas kuwaitíes. Tras el bombardeo de cuatro destructores de la US Navy, un equipo de SEAL y una unidad de demolición se acercaron a dos plataformas iraníes utilizando botes rápidos. Volaron una de ellas, mientras que la otra fue incendiada por el bombardeo previo y que terminó destruida por completo. Tras esto asaltaron una tercera plataforma a dos millas, abandonada apresuradamente por los iraníes. En esta lograron capturar documentos y equipos de comunicaciones militares.
El 14 de abril de 1988 las fuerzas SEAL participaron de la operación Praying Mantis. Es muy posible que los comandos SEAL participaran durante todo este despliegue en muchas acciones encubiertas, quizás incluso infiltraciones clandestinas en territorio iraní. En 1988 los equipos SEAL desplegados fueron reemplazados en 1988 por la Delta Force.

### Granada
Durante la invasión a Granada 

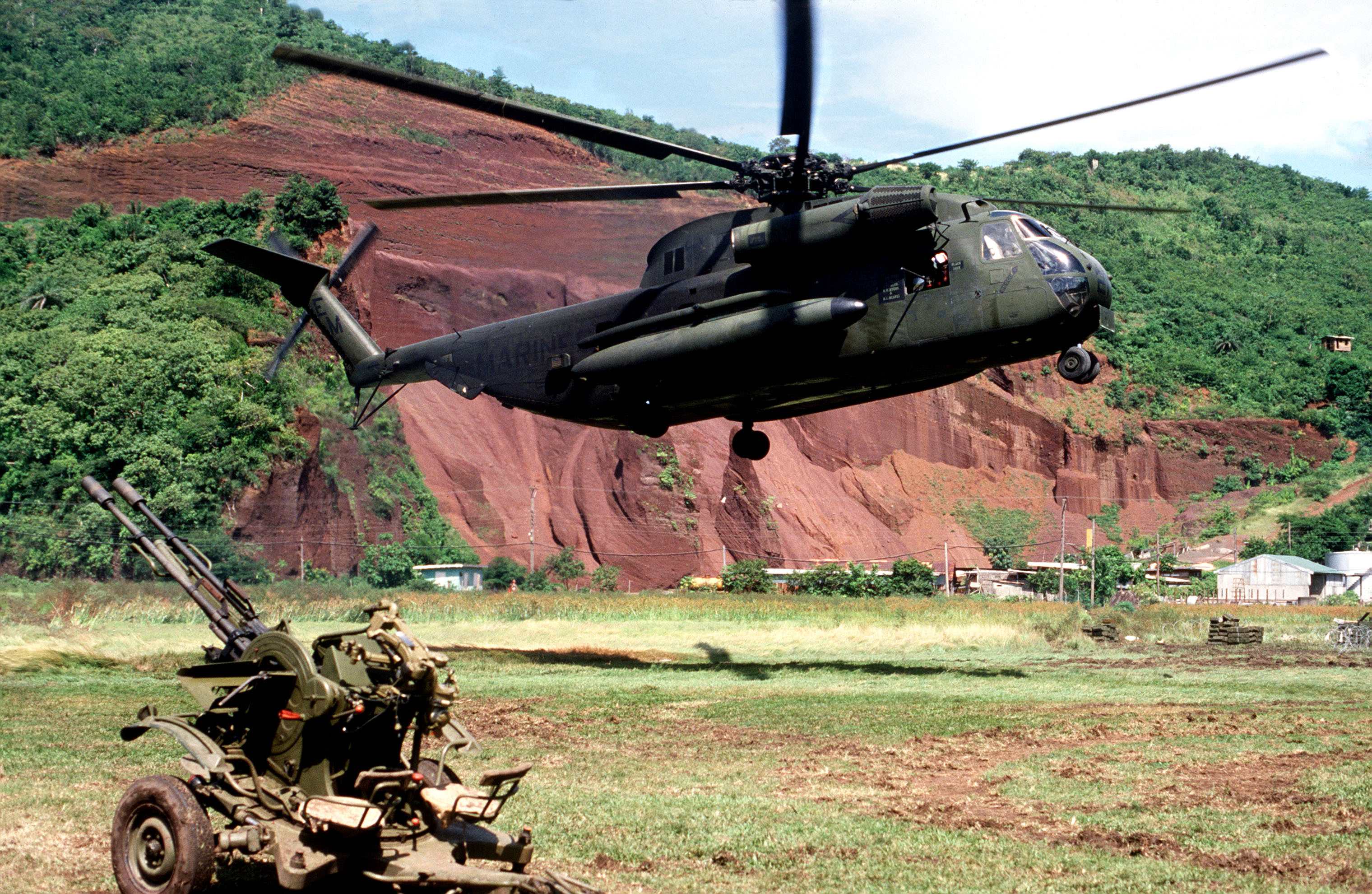
Helicóptero del USMC en Granada, se puede ver en primer plano una de las armas antiaéreas que tantos problemas crearon a los invasores.

 en 1983, codificada con el nombre de Furia Urgente, unas horas antes de la invasión equipos de los SEAL desembarcaron para marcar los puntos de desembarco. El SEAL Team 6 inició su misión en el aeropuerto de Punta Salinas. La tarea consistía en reunir información sobre el lugar para facilitar el asalto aerotransportado . También debían colocar los faros en tierra para dirigir a los C-130 a las zonas correctas del aterrizaje. Con condiciones climáticas adversas, los SEAL saltaron en paracaídas en mitad de la noche. Cuatro de los SEAL, sobrecargados y enredados en sus paracaídas, se ahogaron en el mar. Los SEAL debieron abortar la misión y dirigirse con el bote restante a un Punto de Evacuación. La noche siguiente, otro pelotón SEAL fue desplegado con la misma misión. Esta vez se aproximaron a la playa; pero poco antes de alcanzarla encontraron una violenta rompiente que hundió los botes y perdieron la mayor parte de su equipo, siendo forzados otra vez a abortar. Los SEAL acabaron sin información alguna del objetivo y sin haber colocado los faros para el asalto de los Rangers. 

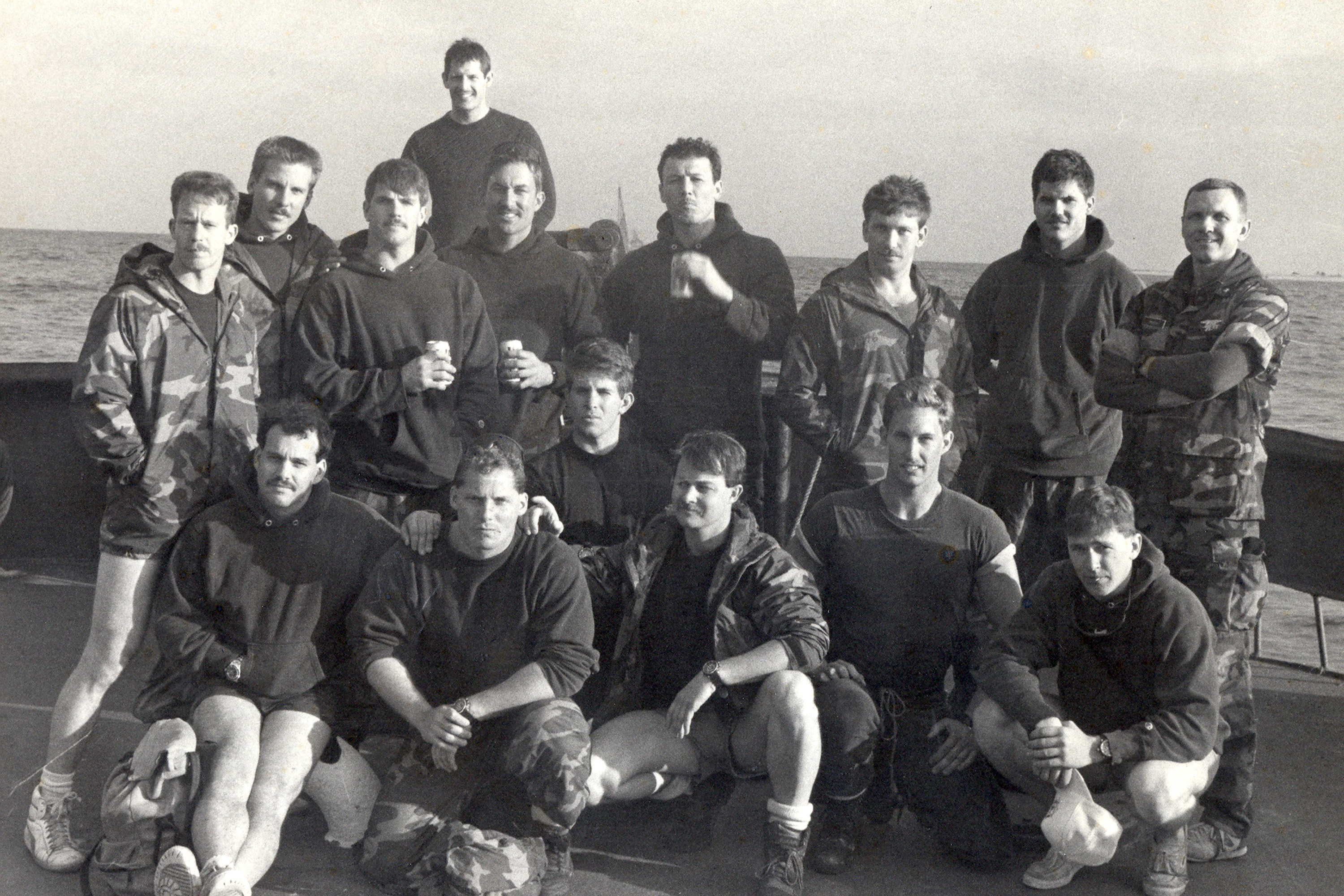
Equipo SEAL Cuatro, justo antes de la operación en Granada

Al mismo tiempo otro grupo de SEAL se infiltra por helicóptero sobre la Residencia del gobernador, para llevarlo a un lugar seguro, pero se encontraron con fuerte fuego antiaéreo. Cuatro helicópteros estadounidenses fueron derribados y los SEAL fueron rápidamente rodeados por soldados locales y tres BTR-60 que bloquearon las salidas de la casa. Los SEAL se vieron obligados a resistir en la residencia hasta la llegada del resto de las fuerzas estadounidenses. El tirador especial del pelotón SEAL neutralizó a más de 21 soldados, transformándose en un elemento clave en la defensa. Se debió enviar un AC-130 de apoyo, además de un ataque con aviones A-7 que destruyó las piezas antiaéreas. Gracias a ello, los SEAL pudieron sostener la posición durante 24 horas. El 26 de octubre conectaron con la 22.ª Unidad Expedicionaria de Marines. Los SEAL tuvieron un solo herido en esta acción y al llegar los Marines les quedaban un promedio de 5 cartuchos por hombre.
También se encarga a un equipo de 22 hombres del SEAL Team SIX la captura de la estación de Radio Grenada Libre. Estaba en la cima de una colina que dominaba la vista hacia el océano y era fácilmente identificable por las antenas de radio. Sostuvieron la posición por dos horas, teniendo cuatro heridos. Finalmente, para evitar más pérdidas destruyeron el transmisor y evacuaron el edificio. Antes de abandonar el edificio solicitaron apoyo de fuego naval al USS CARON. Los SEAL consumieron toda la dotación de munición en la huida hacia el mar.

### Guerra del Golfo
Miembros del equipo SEAL Cinco participaron en la guerra del Golfo, en 1991. En agosto de 1990 cuando Irak invadió Kuwait, el equipo SEAL Tres fue enviado a la zona.
Durante la invasión terrestre miembros del Equipo SEAL Uno estuvieron encargados de crear maniobras de distracción. Hicieron que dos divisiones iraquíes se desplazaran hacia la costa para repeler un supuesto asalto anfibio que nunca tuvo lugar.
El SEAL entrenó a trece Kuwaitís para cualificarlos en infiltración marítima, y así poder introducirse en Kuwait y colaborar en establecer una resistencia organizada dentro de Kuwait.

### Panamá
En diciembre de 1989, en Panamá, miembros del Grupo 2 del NSW, que incluían los ST-2 y ST-4 de la Unidad 8 de Guerra Naval Especial y de la 26 de Botes Especiales, participaron en las operaciones contra el régimen de Manuel Noriega. Estados Unidos inició la invasión a Panamá con la operación denominada Causa Justa, en la que asignaron a las Fuerzas Especiales SEAL que formaban la Task Force para tomar el aeródromo Paitilla y capturar a Manuel Antonio Noriega o neutralizar su avión para evitar que escapara. Así mismo, la otra misión asignada era que la Task Force Whisky neutralizara las patrulleras navales panameñas. Los problemas que tuvieron fueron debidos a la pérdida del factor sorpresa, las órdenes dictaban una aproximación discreta que retrasó demasiado la llegada al objetivo. Una serie de decisiones políticas desacertadas desde el punto de vista militar, supuso enviar a los SEAL a una misión que no era la suya, y que acabó en fracaso.
La misión de capturar a Manuel Antonio Noriega en el aeródromo Paitilla fue un fracaso. El motivo de este fracaso fue que aunque los SEAL no estaban entrenados ni equipados para tomar el aeródromo se les asignó la misión. Tres secciones de 16 SEAL, en 16 botes, tomaron parte en la acción, asaltando el aeródromo desde el canal. El grupo de SEAL que trató de neutralizar el avión de Noriega para evitar que escapara fue descubierto por los panameños, sin protección e iluminados por las luces de la pista y del perímetro. Los SEAL fueron acribillados por los panameños que resguardaban el aeródromo, resultando cuatro de ellos muertos y nueve heridos. 
En la otra misión asignada a los SEAL se previó insertar nadadores, para colocar explosivos en las patrulleras. Sin embargo, llegado el momento ninguno de los tres barcos designados como objetivos estaba en su base de Puerto Balboa. Solo uno de ellos, Presidente Porras, estaba localizado cerca de la base estadounidense de la que partió el ataque. Cuando los buzos SEAL alcanzaron el objetivo fueron descubiertos, pero aun así colocaron sus explosivos y se retiraron. El barco fue destruido.

### Invasión Irak

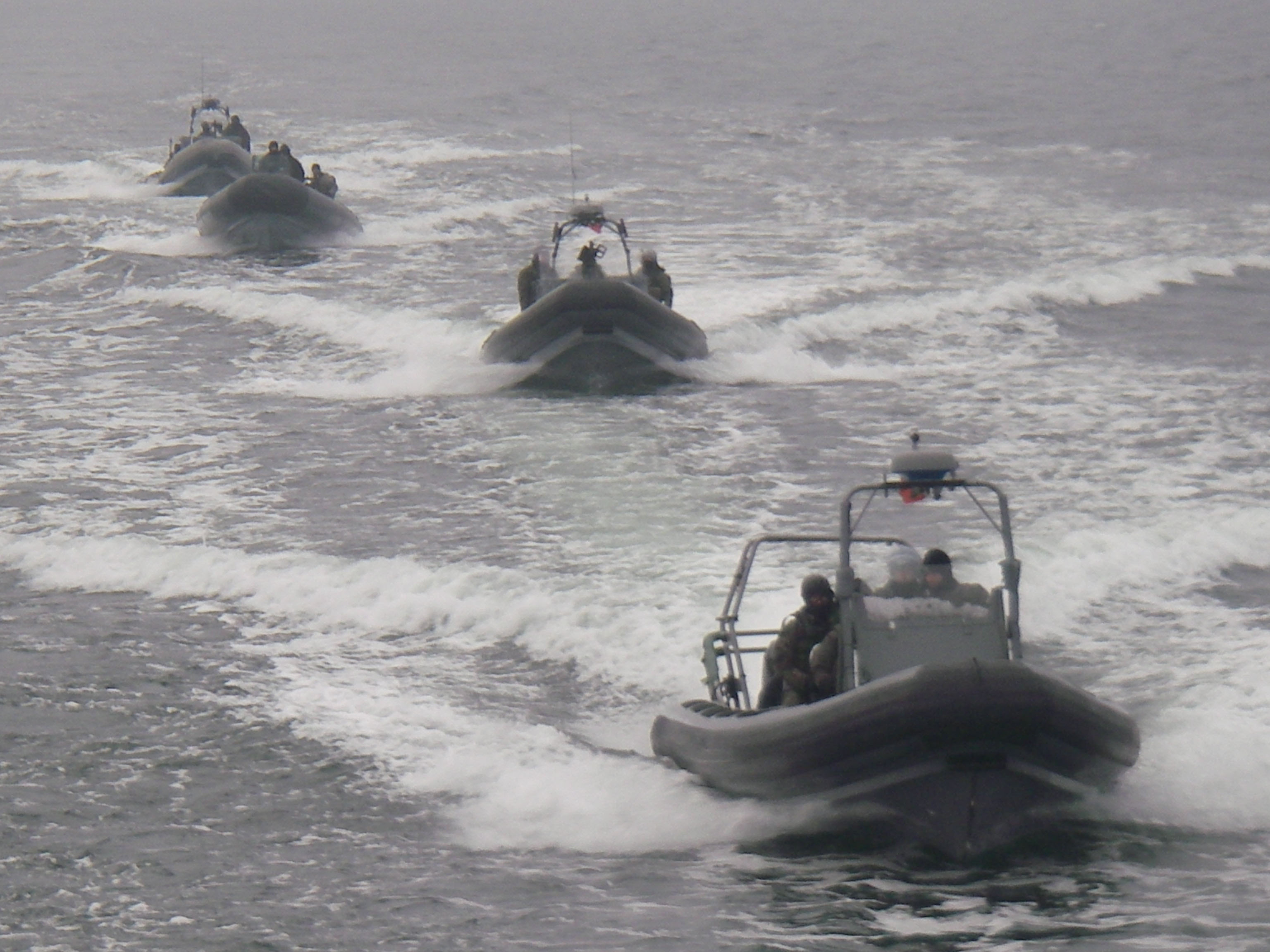
Equipo polaco GROM junto a Navy SEAL

El despliegue más grande del SEAL hasta la fecha se dio durante la invasión de Irak. Las misiones del SEAL se dirigieron a asegurar todas las infraestructuras petroleras del sur de la península Al-Faw, así como las terminales de gas y petróleo de frente a las costas, despejando canales fluviales críticos para que los suministros pudieran llegar al país. 
En estas misiones los SEAL se integraron en el NTG (Grupo Operativo Naval), formado por los equipos 8 y 10 junto a miembros del grupo especial polaco GROM polaco y los comandos 40 y 42 de los Royal Marines junto al escuadrón M del SBS.
En el segundo día de hostilidades en marzo de 2003, se inició una operación conjunta SEAL y GROM, contando con las embarcaciones rápidas Mk.V del Special Boat Team estadounidense. Comandos SEAL y GROM se apoderaron de plataformas petrolíferas frente a la península de Al Faw. Las estaciones de bombeo de la costa fueron ocupadas por una unidad mixta de SEAL y Royal Marines. En Um Qasr aviones norteamericanos atacaron instalaciones y una unidad mecanizada iraquí y los SEAL y Royal Marines limpiaron búnkeres iraquíes y aseguraron las instalaciones.
Los SEAL realizaron posteriormente operaciones anti-francotiradores e incursiones en Bagdad. Junto al SBS aseguraron las rutas fluviales en torno a Umm Qasr.
Otra operación fue la toma de la presa de Mukarayin, 92 km al noreste de Bagdad. Seis MH-53J Pave Low de la USAF llevaron a los SEAL:
- El de vanguardia llevaría el equipo de control y de mando junto con seis francotiradores
- El segundo 20 SEAL y dos operadores del EOD;
- El tercero llevaba a 35 GROM;
- El cuarto y el quinto llevaban cada uno un Desert Patrol Vehicle del SEAL,
- El sexto se reservaba a misiones SAR.

La unidad mixta de SEAL y GROM defendieron la presa durante cinco días hasta que fueron relevados por los Marines. 
Los SEAL también realizaron misiones de rescate junto a la USAF. Indudablemente que el más dramático acontecimiento de este tipo de misión fue la operación del 2 de abril para rescatar a Jessica Lynch, soldado que había caído prisionera unos días antes cuando las fuerzas iraquíes habían emboscado a su unidad (una compañía de mantenimiento) en la Ciudad de An Nasiriyah, matando a varios de sus compañeros y capturando a otros cinco. Los SEAL proporcionaron el apoyo directo para que los Comandos pudieran realizar esa misión, que incluía una acción disuasiva por parte de la Infantería de Marina llevada a cabo por la Fuerza de Tarea Tarawa, que se encontraba en las cercanías, y por un ataque aéreo de Harriers AV-8 contra una oficina del Partido Baath. Asimismo, francotiradores de la Infantería de Marina y equipos de fuerzas especiales entraron a la ciudad para aniquilar miembros del partido Baath y recopilar inteligencia. Helicópteros CH-53 y CH-46 de la Infantería de Marina insertaron el elemento terrestre de la fuerza conjunta mientras que aviones AC-130 de la Fuerza Aérea, helicópteros de ataque AH-1W de la Infantería de Marina, y MH-6 Little Birds del Ejército se desplegaban para proveer apoyo de fuego inmediato. El equipo neutralizó el área, entró en el hospital de la ciudad bajo el control del enemigo, y rescató a Lynch. 
En la posterior ocupaciónde Irak varios terroristas de alto perfil fueron capturados o eliminados por los SEAL, incluyendo a Ahmed Hashim Abed, la supuesta mente maestra del homicidio de cuatro contratistas de Blackwater en Fallujah, en el año 2004. El SEAL vio mucha acción como parte de las fuerzas de EE. UU., apoyadas por su aliado del nuevo ejército iraquí, librando una guerra de guerrillas contra diferentes milicias. El SEAL destinó un destacamento a la ciudad de Ramadi en 2006 y participó activamente en la batalla que tuvo lugar, realizando misiones de combate urbano, infiltraciones y entrenamiento de fuerzas especiales iraquíes.

### Afganistán
El primer oficial de alto rango de la marina en poner pie en Afganistán tras los ataques de 11 de septiembre de 2001, fue un SEAL encargado de todas las operaciones especiales para la Central de Mando, según su sitio web.
Inmediatamente después de los ataques del 11 de septiembre, equipos de SEAL fueron enviados rápidamente a Camp Doha, y los que ya están a bordo de los buques de guerra estadounidenses en el golfo Pérsico y las aguas circundantes comenzaron a realizar operaciones de VBSS contra los buques sospechosos de tener vínculos con o incluso llevar a miembros de Al Qaeda. Los equipos SEAL 3 y 8 también se desplegaron en Omán, estableciendo su base en la isla de Masirah. Una de las preocupaciones inmediatas era su falta de vehículos adecuados para llevar a cabo misiones especiales de reconocimiento en el terreno afgano. Después de pedir prestados algunos Humvees a los Rangers del Ejército, también basados en Masirah, los SEAL se insertaron en Afganistán para llevar a cabo la misión de reconocimiento del lugar que sería el campamento Rhino, en el marco de la Operación Libertad Duradera. Estas primeras etapas de OEF fueron comandadas por un ex-SEAL, el contralmirante Albert Calland.

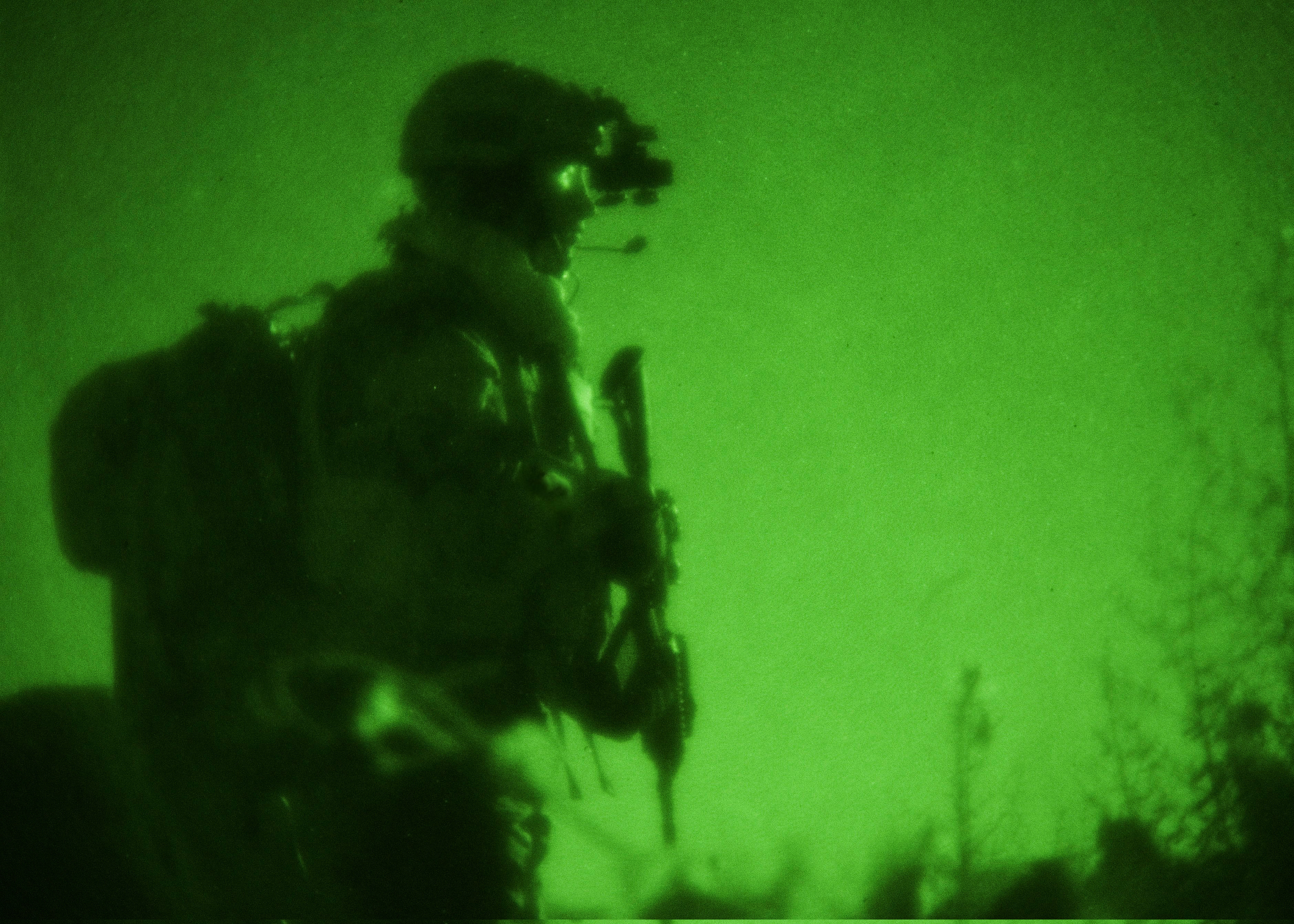
Un miembro de los SEAL durante una misión en Afganistán, 2011.

La misión en la comarca del Camp Rhino duró cuatro días, después de que dos equipos de control de la Fuerza Aérea hicieron un salto HALO nocturno para asistir a los SEAL en la orientación de Marines del 15 MEU, que tomó el control de la zona y estableció una base de operaciones. Mientras que desde Camp Rhino la CIA probó la información de un avión no tripulado Predator que detectó al jefe talibán Mullah Khirullah saliendo de un edificio en un convoy de vehículos. Los SEAL y comandos Jgerkorpset daneses asaltaron el campamento de Khairkhwa menos de dos horas después. Los SEALs continuaron realizando operaciones de reconocimiento con los marines hasta salir después de haber pasado 45 días en la zona.
Las operaciones posteriores durante la invasión de Afganistán se llevaron a cabo dentro de Grupo K-Bar, una unidad de operaciones especiales conjuntas de Fuerzas Especiales del Ejército, Fuerza Aérea de los Estados Unidos y fuerzas de operaciones especiales de Alemania, Australia, Nueva Zelanda, Canadá, Dinamarca , Noruega y Turquía, bajo el mando del SEAL capitán Robert Harward. El Grupo K-Bar llevó a cabo operaciones de combate en los grandes complejos de cuevas de Zhawar Kili, la ciudad de Kandahar y el territorio circundante, la ciudad de Prata Ghar y cientos de kilómetros de terreno difícil en el sur y el este de Afganistán. En el transcurso de seis meses el Grupo K-Bar mató o capturó más de 200 combatientes talibanes y de Al Qaeda, y destruyó decenas de miles de kilos de armas y municiones.
Los Navy SEAL participaron ampliamente en la Operación Anaconda. En 2002 un helicóptero MH-47 Chinook llevaba a un equipo de SEALs a las montañas de Takur Ghar. Cuando llegaron a la zona de aterrizaje observaron que en la nieve había signos de actividad humana reciente. Los pilotos pensaban ya en abortar la misión pero fue ya demasiado tarde. Un RPG alcanzó el interior del aparato y numerosas balas alcanzaron a la aeronave, perforando los circuitos hidráulicos y de lubricación. El líquido se extendió por todo el helicóptero mientras el piloto despegaba intentando alejarse del fuego enemigo. En ese momento el operador del DEVGRU Neil C. Roberts resbaló por el aceite y cayó desde una altura de 5 a 10 pies. Roberts fue asesinado después de luchar contra decenas de enemigos durante casi una hora. Varios SEALs fueron heridos en su intento de rescate y el Controlador Aéreo de Combate, Sargento Técnico John Chapman fue asesinado. Los intentos por rescatar a los SEAL también condujeron a la muerte de varios Rangers Ejército de EE. UU. y de miembros de la Fuerza Aérea que actuaron como Fuerza de Reacción Rápida.
Los SEAL estuvieron presentes en la batalla de Qala-i-Jangi junto a sus homólogos de la Special Boat Service británico. El suboficial Stephen Bass recibió la Cruz de la Marina por sus acciones durante la batalla.
El 28 de junio del 2005, una patrulla SEAL que participaba en la Operación Red Wing fue sorprendida por los talibanes. En la cruenta batalla que se desencadenó, los cuatro comandos, junto con sus refuerzos, se enfrentarían a más de 150 insurgentes. El teniente Michael P. Murphy recibió póstumamente la Medalla de Honor después de que su equipo de contrainsurgencia de cuatro hombres fue casi aniquilada durante la operación Red Wings. Un CH-47 que participaba en la operación de rescate fue alcanzado por un RPG-7 talibán, el resultado total fueron 16 SEAL muertos en la caída y tres más en los combates posteriores.
En agosto de 2011 miembros del 75th Ranger Regiment se encontraban en una situación comprometida y se decidió enviar en su ayuda un núcleo de reacción inmediata. Lo integraban comandos afganos y 22 SEAL. Mientras se dirigían a su objetivo fueron alcanzados por disparos que consiguieron derribar el helicóptero MH-47 en el que viajaban. Los 38 militares a bordo murieron, incluidos 20 SEAL del Escuadrón Gold del DEVGRU. 
En diciembre de 2012, la unidad rescató a un médico EE. UU. que había sido secuestrado unos días antes. Sin embargo, durante la operación de la unidad sufrió un accidente mortal el suboficial de primera clase Nicolás D.

### Guerra contra el Estado Islámico
Estados Unidos desplegó varios equipos de Navy Seals para entrenar a los militares iraquíes y combatir a los extremistas del Isis en ocasiones especiales además de rescate de rehenes. Un Seal murió al norte de Irak mientras un grupo de asaltantes yihadistas del Isis atacaban a un grupo de kurdos iraquíes y Seals.

### Otras intervenciones

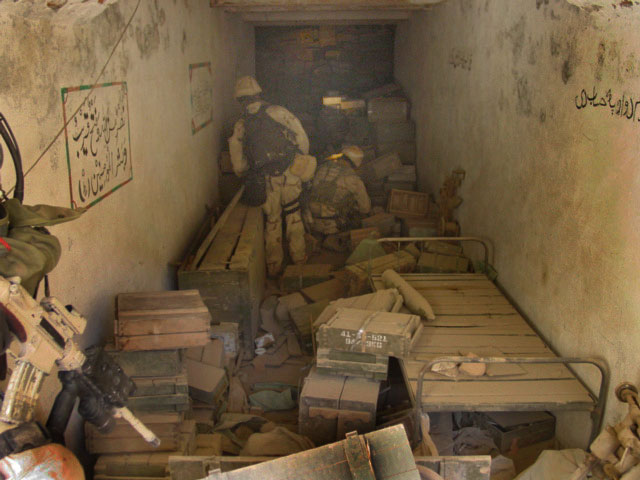
Seals en un complejo de cuevas de los talibanes en las montañas de Afganistán en 2002.

Aunque fueron creadas casi ex profeso para luchar durante la guerra de Vietnam, los Seal han participado en casi todas las acciones importantes donde la Armada estadounidense ha estado comprometida. Se pueden citar entre otras:
- El rescate del barco Achille Lauro secuestrado por terroristas palestinos.
- En la Batalla de Mogadiscio librada en Somalia durante la Operación Devolver la Esperanza. Incluso uno de los veteranos en esa batalla comentó que una de las ausencias encontradas en la película Black Hawk Down era la no aparición de los Seal en ella.
- En la guerra del Golfo.
- En Colombia en la lucha contra la guerrilla y el narco.
- Invasión de Afganistán entre otros lugares.
- En la Invasión de Irak.
- En abril de 2009, liberaron al capitán Phillips de nacionalidad estadounidense de un navío secuestrado por piratas somalíes. Tres francotiradores del SEAL estuvieron en la cubierta del barco y un destructor de la US Navy, y dispararon simultáneamente, matando a los tres piratas que custodiaban al capitán.
- Liberación de rehenes en Irak (diciembre de 2010).
- Muerte de Osama bin Laden (mayo de 2011) en Abbottabad, Pakistán

Generalmente en misiones de operaciones especiales, pero también con funciones de simple vigilancia de instalaciones varias. Fueron los SEALs los encargados de la seguridad del puerto de Umm Qasar hasta la llegada del contingente español destinado a Irak en 2003.
La mayoría de las operaciones realizadas por este cuerpo son estrictamente confidenciales, debido a que el conocimiento de información referente a ciertas operaciones por parte de grupos de riesgo —civiles, objetivos de la operación...— puede ser perjudicial para la seguridad de los miembros del SEAL.

## Organización

### Mando de Fuerzas Especiales Navales
El Naval Special Warfare Command (NSW) de la Armada de EE. UU. se organiza así: 
- Naval Special Warfare Group 1 (NSWG-1): SEAL Team 1, 3, 5 y 7. Basado en Coronado. En el Pacífico existen además los NSWU-1 de Guam y NSWU-3 de Baréin. Un NSWU gestiona los SEAL presentes en su zona de responsabilidad.
- Naval Special Warfare Group 2 (NSWG-2): SEAL Team 2, 4, 8 y 10. Little Creek. En su área de responsabilidad existen para Europa y África los NSWU-2 y NSWU-10 en Stuttgart ( anteriormente Rota).
- Naval Special Warfare Group 3: SEAL Delivery Vehicle Team 1 y 2.
- Naval Special Warfare Group 4: Special Boat Team 12, 20 y 22.
- Naval Special Warfare Group 10.
- Naval Special Warfare Group 11: SEAL Teams 17 y 18 (anteriormente llamados Operational Support Teams 1 y 2), pertenecen a la Reserva.
- Naval Special Warfare Center.
- Naval Special Warfare Development Group (SEAL Team 6).

### Equipos SEAL (ST)
Los SEAL emplean actualmente a 2.450 miembros en activo y 325 de la reserva de la Armada de EE. UU.. Además hay que añadirles los miembros de sus equipos de apoyo: SEAL Delivery Vehicle Teams (SDVT) Special Boat Teams (SBT) y todo el personal de apoyo del NSWC. Los Seal se dividen en equipos (SEAL Team), unidad básica táctica, teniendo cada uno un número y estando basados los impares en la costa Oeste (formando el Grupo Especial Naval Warfare 1) y los pares en la Este (Grupo Especial Naval Warfare 2). Cada uno de los ocho equipos ST se compone teóricamente de seis pelotones de comandos. 
En sus inicios se contaba solo con dos equipos, que han ido creciendo hasta formar seis equipos más. Cada uno tiene asignada una zona geográfica de operaciones. En estos equipos habría que subrayar el Naval Special Warfare Development Group. En 1983 todos los Equipos de Demolición Submarina (UDT) pasaron a denominarse SEAL Swimmer Delivery Vehicle Team (SDVT), posteriormente el SDVT pasó a llamarse Seal Delivery Vehicle Team, formando el Naval Special Warfare Group 3.
Las unidades de combate especial, los equipos Seal, se organizan en equipos numerados de 1 a 5 y de 7 a 10. Los equipos impares están basados en Coronado (formando el NSWG-1) y los pares en Virginia Beach (NSWG-2), siendo esta numeración una herencia de los UDT. El GNSWG-1 de Coronado también gestiona los Naval Special Warfare Unit 1 (Guam) y Naval Special Warfare Unit 3 (Bahrain). El NSWG-2 gestiona el Naval Special Warfare Unit 2 (Stuttgart) y Naval Special Warfare Unit 10 (Rota). Dentro de los Seal existe además el Seal Team 6 o Devgru, considerado la élite de la élite y equivalente a los DELTA del ejército de EE. UU..
- Equipo SEAL Uno (ST-1): Tiene su base en Coronado. Su ámbito geográfico de operaciones es el Pacífico occidental. Está entrenado en ambientes de jungla, desierto y urbanos.
- Equipo SEAL Dos (ST-2): Little Creek. Ámbito geográfico: Europa. Entrenado en entorno urbano y desierto.
- Equipo SEAL Tres (ST-3): Coronado. Ámbito geográfico: Oriente Medio. Ámbito urbano y desierto.
- Equipo SEAL Cuatro (ST-4): Little Creek. Ámbito geográfico: Latinoamérica. Por ello es el único equipo en que se exige desenvolverse en idioma español. Ámbito urbano y desierto. Este equipo ha estado muy involucrado en la lucha contra la guerrilla y narcotráfico en Latinoamérica (Colombia, Bolivia, Ecuador, México, etc).
- Equipo SEAL Cinco (ST-5): Coronado. Ámbito geográfico: Pacífico norte y Corea. Está entrenado en ambientes árticos, desierto y urbanos.
- Grupo de Desarrollo de Guerra Especial Naval (DEVGRU): Antiguamente denominado Equipo SEAL Seis. Es la unidad antiterrorista de la Armada. Equipo SEAL n.º 6 (ST-6) fue creado en octubre de 1980. Este grupo es la élite del SEAL, ya que selecciona a sus miembros entre el resto de equipos SEAL y UDT. Los miembros de este equipo tienen un entrenamiento superior al resto del SEAL en acción directa.
- Equipo SEAL Siete (ST-7): Tiene su base en Coronado. Su ámbito geográfico de operaciones es el Pacífico occidental. Está entrenado en ambientes de jungla, desierto y urbanos.
- Equipo SEAL Ocho (ST-8): Little Creek. Ámbito geográfico: África y Mediterráneo. Ámbito urbano y desierto.
- Equipo SEAL diez (ST-10): Little Creek. Ámbito geográfico: África y Mediterráneo. Ámbito urbano y desierto.

### SEAL Delivery Vehicle Teams(SDV) y Special Boat Teams (SBT)

#### SDV
La base del SDV es Coronado. Esta unidad se encarga del transporte y abastecimiento de los equipos SEAL si sus misiones así lo requieren. Se especializan en operaciones bajo el agua y operan minisubmarinos Mk.VIII Mod 1. Este es un minisubmarino de propulsión eléctrica que puede transportar hasta a seis SEALs en operaciones de inserción/Extracción submarinas. Algunos tubos lanzatorpedos de submarinos SSBN de la US Navy se transformaron para la entrada y salidas a superficie de comandos SEAL, ya que se pueden transportar en cada submarino hasta 66 SEAL y sus equipamientos.

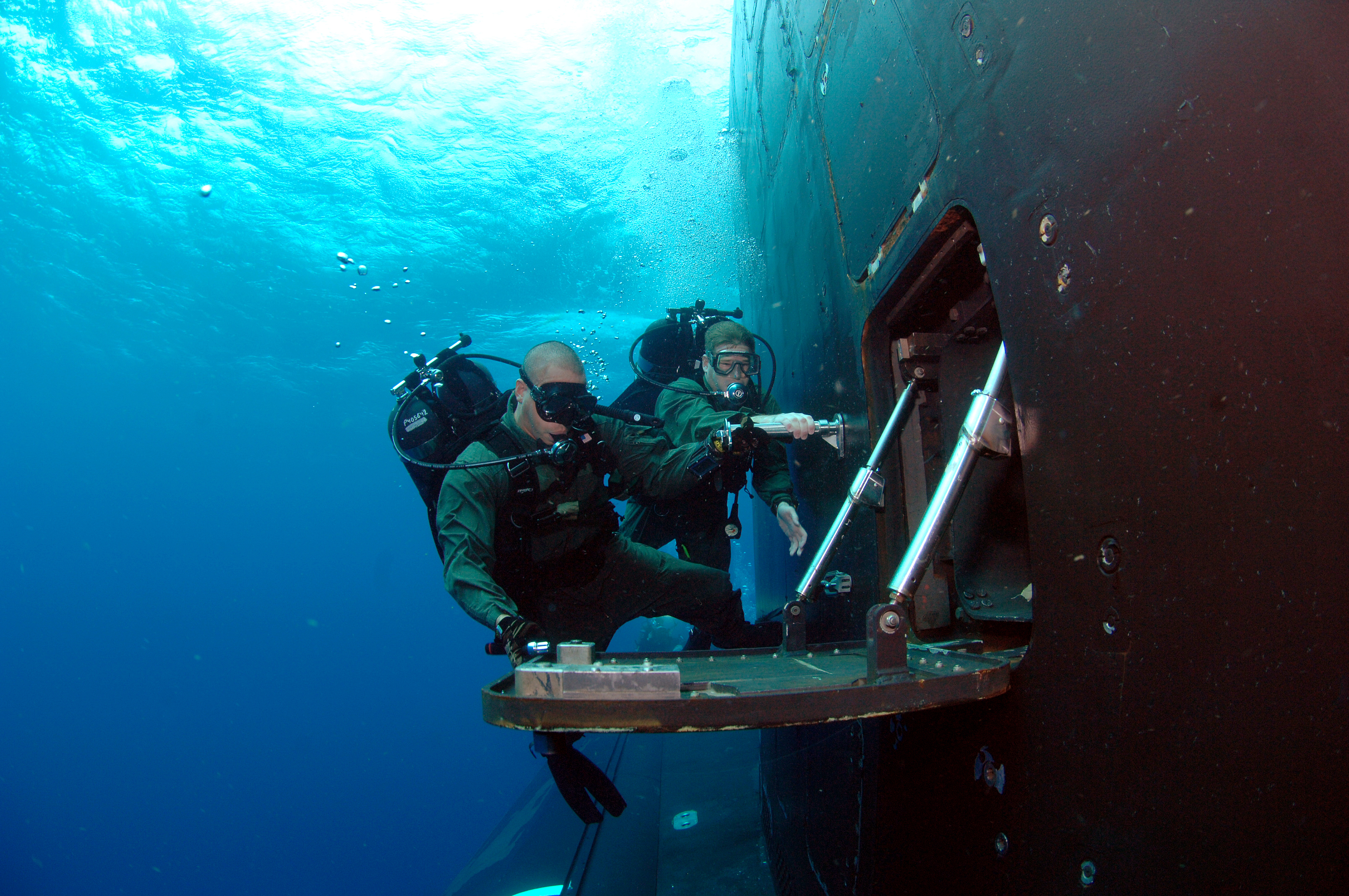
Entrenando con el submarino nuclear USS Hawái.

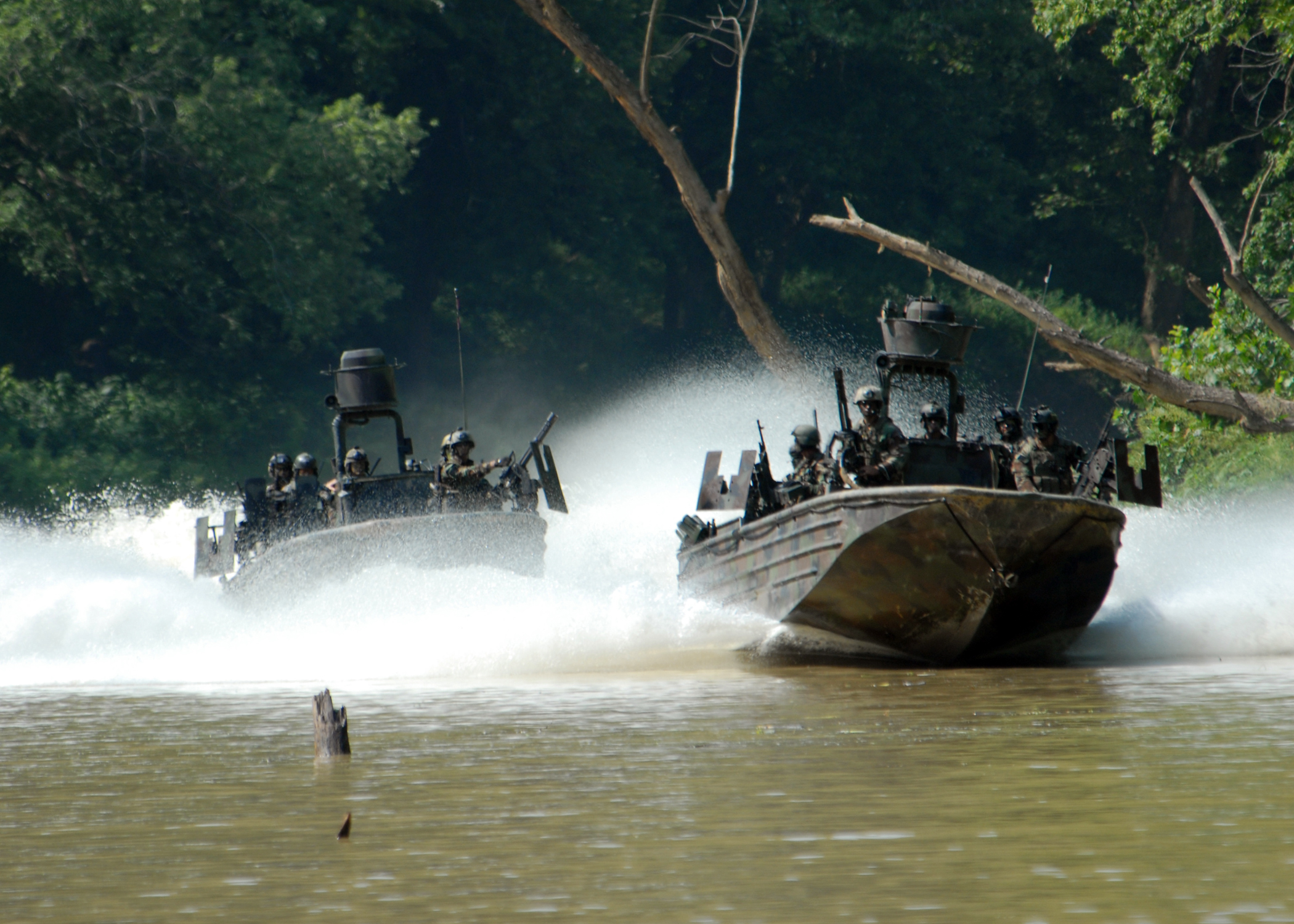
SEAL en lanchas rápidas.

El Naval Special Warfare Group Tres engloba a los SDV, que estaban organizados en dos equipos fusionados actualmente en un único equipo:
- SDVT-1: Pacífico. Basado en Pearl Harbour.
- SDVT-2: Atlántico y Mediterráneo.

#### SBT
Los Combatant Assault Craft son operados por el Grupo Naval de Guerra Especial 4. Sus funciones principales incluyen operaciones de interceptación marítima de medio alcance en entornos de amenaza media a alta, así como la inserción y extracción de fuerzas de operaciones especiales.
El Naval Special Warfare Group Cuatro gestiona los equipos SBT (Special Boat Team), especializados de apoyo en operaciones fluviales, marítimas y costeras.
- SBT-12: Pacífico y Oriente Medio
- SBT-20: Europa, Mediterráneo y Oriente Medio.
- SBT-22: Especializado en operaciones fluviales. Por tanto su área geográfica puede ser cualquiera. Basado en Stennis.

Estos equipos operan lanchas rápidas en apoyo de las fuerzas de operaciones especiales (inserción y extracción, reconocimiento y apoyo de fuego).

#### NSWG
En 2011 se creó el NSWG-10, cuya misión era recolectar, inteligencia, vigilancia y reconocimiento. Para hacerlo se esperaba empleara sus capacidades en ciberguerra, guerra electrónica y sistemas no tripulados. Este grupo comprendía:
- Special Reconnaissance Team One (SRT-1).
- Special Reconnaissance Team Two (SRT-2).
- Mission Support Center (MSC).

El Naval Special Warfare Group 8 (NSWG 8) se creó combinando el NSWG 3 y el NSWG 10.

#### NSWTU
Las Naval Special Warfare Task Unit comprenden los despliegues de los SEAL junto a los SWCC, SDV y cualquier otra unidad asignada a la misión específica que se les asigne. Normalmente engloban de dos a cuatro pelotones SEAL.

### Organización equipos SEAL ST
La organización deja ver como se siguió el modelo del SAS/SBS al crear los SEAL. Aunque con el tiempo la estructura se ha modificado de acuerdo a los nuevos requerimientos, pero siempre se busca que cada sección sea capaz de montar sus propias operaciones de modo autónomo. 
- Cada equipo ST SEAL está compuesto por 6/8 pelotones y una unidad de Mando.
- Cada pelotón cuenta con 16 comandos SEAL (dos oficiales, un jefe y trece especialistas) y puede dividirse en dos escuadras de 8 miembros o cuatro elementos 4 miembros.
- Cada equipo SEAL completo cuenta con 27 oficiales y 156 hombres, contando para el combate con unos 96 miembros u operadores.

Normalmente cada equipo SEAL se divide para el combate en pelotones o escuadras, aunque dependiendo de la operación los SEAL pueden operar desde parejas hasta el equipo entero. La organización de cada uno de los pelotones SEAL depende de la misión. Puede ser cualquiera de las siguientes:
- 2 operadores hacen un binomio. Es el caso de los tiradores de élite y equipos de reconocimiento.
- 2 binomios (4 personas) hacen un equipo de fuego.
- 2 equipos de fuego (8 personas) hacen una escuadra SEAL.
- 2 escuadras (16 personas) hacen un pelotón SEAL.
- 2 Pelotones (32 personas) hacen una Task Unit.
- Cada SEAL Team está compuesto de 6/8 pelotones.

Por ejemplo en abril de 2006 la Task Force Bruiser se desplegó en Ramadi. Estaba compuesta por 32 SEAL, organizados en los pelotones Charlie y Delta.
Cada equipo SEAL tiene a su mando un oficial con grado de Comandante (O-5) e incluye unos 300 militares. Estos son repartidos en un elemento de Cuartel General, una Compañía de Servicios de Apoyo de Combate y tres Task Units. Cada Task Unit incluye su propio cuartel general y dos pelotones SEAL. Cada pelotón está ak mando de un teniente.

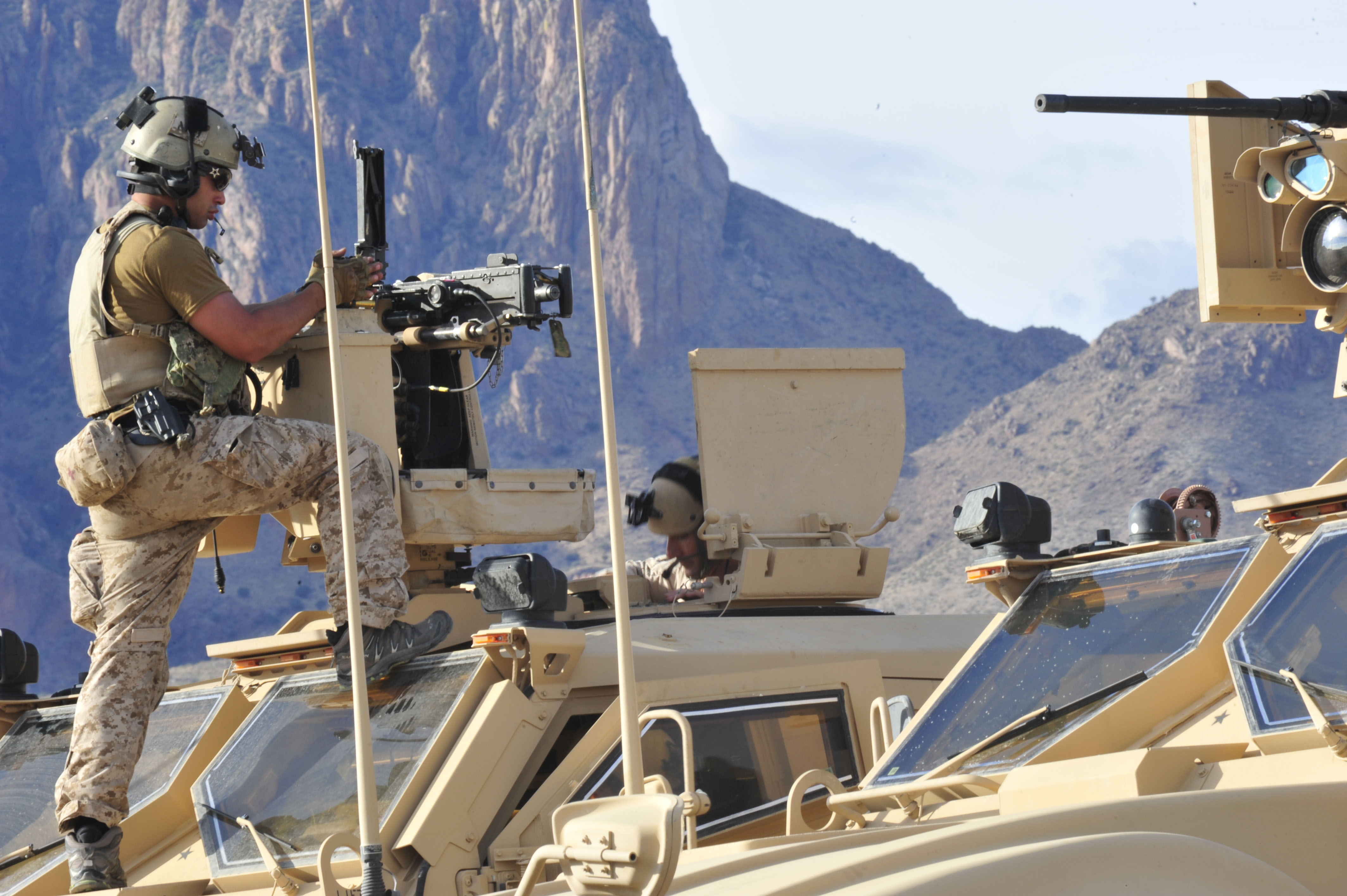
Miembros del SEAL practican ejercicios de movilidad en el desierto.

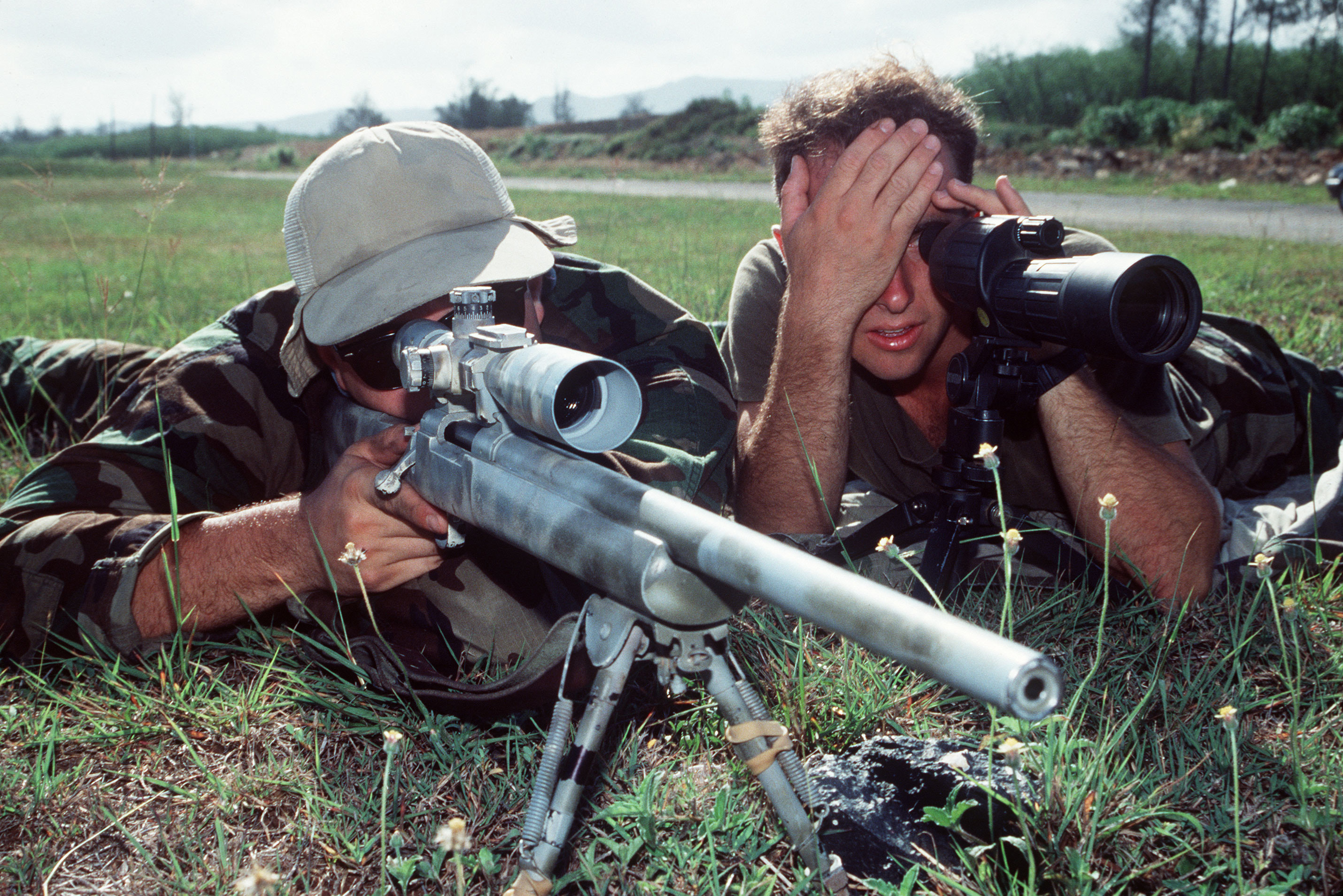
Binomio del ST-5 practican con un rifle de precisión M-91.

Siguiendo el modelo del SAS/SBS cada miembro es un especialista: uno en demoliciones, otro en electrónica, uno en navegación cartógrafo y un para-sanitario. La infiltración en territorio hostil requiere discreción, por eso los miembros son pocos y se prefiere la comunicación mediante gestos, de acuerdo a las enseñanzas aprendidas en Vietnam. Se espera que cada uno de los operadores del SEAL domines como mínimo una de las especializaciones básicas, idealmente más de una ya que se opera en unidades pequeñas:
- Tirador de precisión (Sniper).
- Asalto.
- Comunicaciones.
- Ingeniero.
- Apoyo Aéreo cercano.
- Navegación.
- Conductor (esto incluye técnicas de seguridad urbanas y navegación en áreas urbanizadas).
- Operador armas pesadas.
- Exploración áreas vigiladas.
- Infiltración aérea.
- Montañismo.
- Submarinismo.
- Artificiero/manejo explosivos.
- Vigilancia
- Sanitario.

En el equipo los miembros suelen llevar equipos de visión nocturna y GPS. La visión nocturna es vital ya que por regla general las operaciones se suelen hacer por la noche. Un Equipo SEAL normalmente lleva un Francotirador y entre 2 y 6 ametralladoras ligeras de apoyo y el resto de miembros va armado con fusiles de asalto M4 o su variante HK416. El fusil que utilizan en combate urbano es el MP5 ya que este emplea munición con menor alcance y capacidad penetradora que el M4, así las balas no atraviesan las paredes pudiendo herir a otros componentes del pelotón, aunque actualmente están cambiándolo por el MP7. 

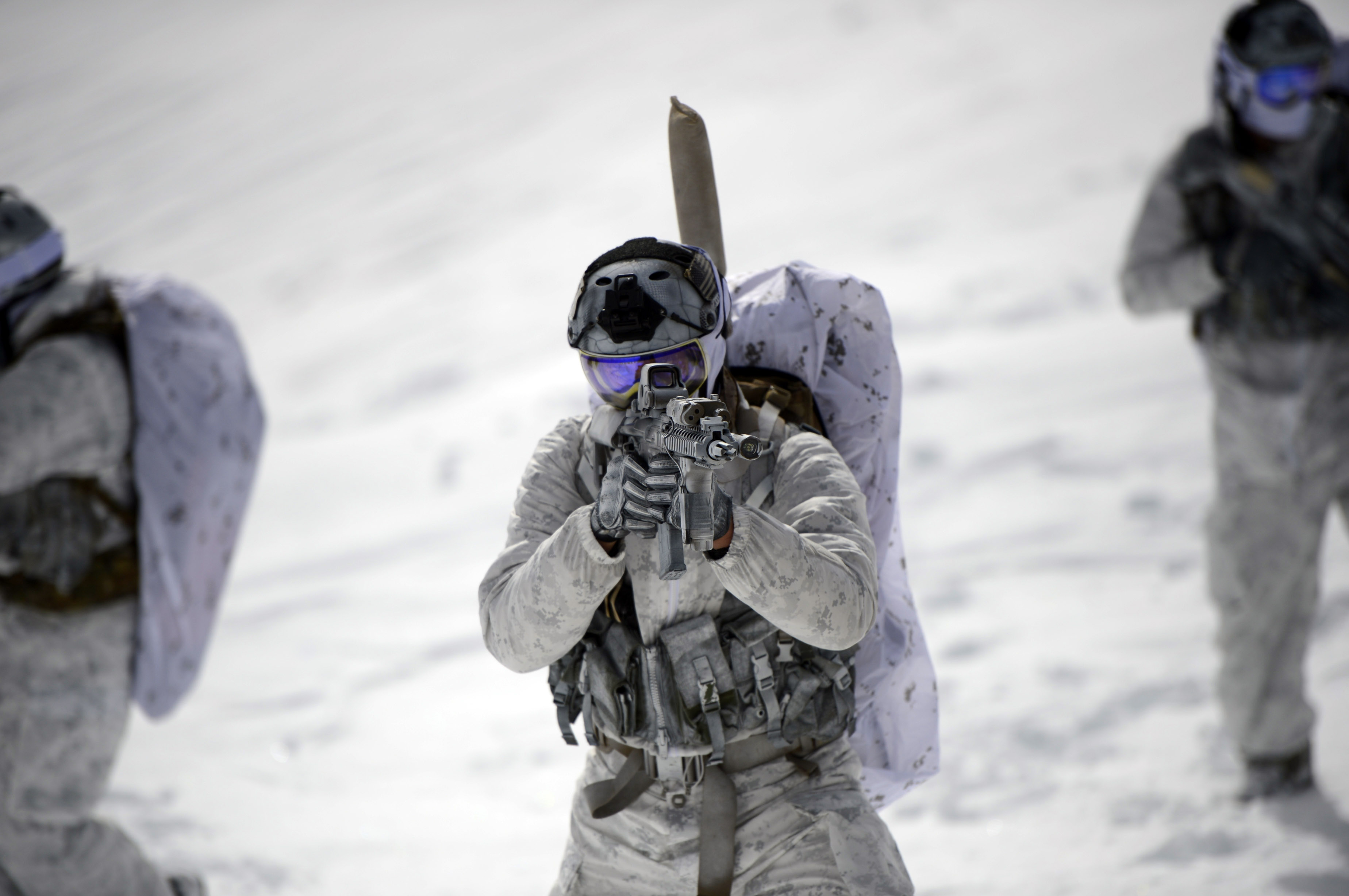
Miembros del SEAL durante un entrenamiento en clima ártico.

El arma de mano es bien al gusto de cada operador (pudiendo modificarla a su gusto o a situaciones que requieran de otro armamento, aunque la armada dota a cada uno con una pistola SIG-Sauer P226.
Las infiltraciones aéreas se hacen mediante saltos HALO/HAHO, lo cual requiere un entrenamiento duro para lograr saltos de precisión que hagan que los ocho miembros caigan en un mismo punto. La infiltración desde el mar bien puede ser mediante minisubmarinos, buceando hasta la costa o aprovechando ríos, por medio de una zodiac. Para operar en el desierto los SEAL cuentan con un coche especial, Desert Patrol Vehicle, diseñado para llevar a 3 personas más un pasajero o combustible.

### Equipos de Apoyo SEAL
Cada pelotón de SDV se compone de doce a quince comandos SEAL. Hasta hace poco existían dos equipos de SDV, pero ahora solo funciona uno. Otros comandos son asignados a cualquiera de los tres SBT (Special Boats Team)  existentes, que hasta hace poco se denominaban SBU (Special Boats Unit) . 
Sin embargo, existe una diferenciación entre los ST y los SBT, pues su entrenamiento diverge y especializa a partir de un punto común. Los SBU operan con los SWCC (Special Warfare Combatant-craft Crewmen), que concentran sus habilidades en la guerra de litoral y grandes ríos. Básicamente apoyan las operaciones de los ST.

### El DEVGRU (Naval Special Warfare Development Group, o Seal Team Six)
Este equipo se considera la flor y nata del SEAL. Responde directamente al Mando Conjunto de Operaciones Especiales, JSOC (Joint Special Operations Command)  y sus orígenes se remontan a la Operación Eagle Claw de 1980, que pretendía el rescate de rehenes estadounidenses en la Embajada en Teherán. Los miembros del Equipo seis aprenden a saltar en paracaídas en todas las modalidades de salto y se especializan en combate cuerpo a cuerpo, pero están igualmente preparados para toda clase de escenarios, armas, y condiciones. Se cree que se compone de unos 300 comandos. Tiene su base en Dam Neck, en la Estación Aeronaval de Oceanía, en Virginia. Junto a los Equipos Delta del Ejército de los Estados Unidos forman la fuerza de choque más especializada y entrenada de los EE. UU.
El Seal Team Six fue creado por Richard Marcinko y su número pretendía confundir, pues en ese tiempo solo existían dos equipos SEAL. Marcinko seleccionó sus miembros entre los comandos SEAL, pero la nueva organización tuvo problemas debido a la falta de definición clara de sus competencias.
El ST-1 empezó a entrenar a los doce pelotones que entonces lo formaban en tácticas contraterroristas (CT), estableciendo su propio elemento especializado. Con el tiempo, el ST-6 se convertiría en el equipo CT de referencia y se constituyó oficialmente en octubre de 1980 y pasó a llamarse DEVGRU en 1987, cuando se establece el Naval Special Warfare Command. Sin embargo, coloquialmente todavía se habla del ST-6 cuando se refiere al DEVGRU, o simplemente Equipo-6.
Poco se sabe de la composición de DEVGRU, aunque sí hay consenso en que se trata de una de las más preparadas fuerzas especiales de Estados Unidos y del Mundo.

## Misiones
El tipo de misiones que se espera que los SEAL realicen son las siguientes:
- Asesoramiento de fuerzas aliadas. Esto es entrenamiento de fuerzas militares de países aliados, tanto fuerzas especiales como convencionales, para que sean autónomas para enfrentarse a amenazas.
- Reconocimiento y vigilancia especiales (SR). Estas misiones implican vigilar y observar las actividades enemigas para tener el mejor conocimiento, aprovechando los datos en beneficio propio. También se incluye aquí seguimiento de actividades civiles y reconocimiento de aguas y playas preparando un desembarco anfibio.
- Acción directa (DA). Estas son las que sean ofensivas y busquen la neutralización del enemigo, por lo cual es usual que impliquen raids, emboscadas o asaltos.
- Abordajes de buques hostiles, y en general de cualquier cosa que esté en el mar (plataformas petrolíferas, islotes, etc).
- Contraterrorismo (CT).
- Combate en el mar y el agua.[14]

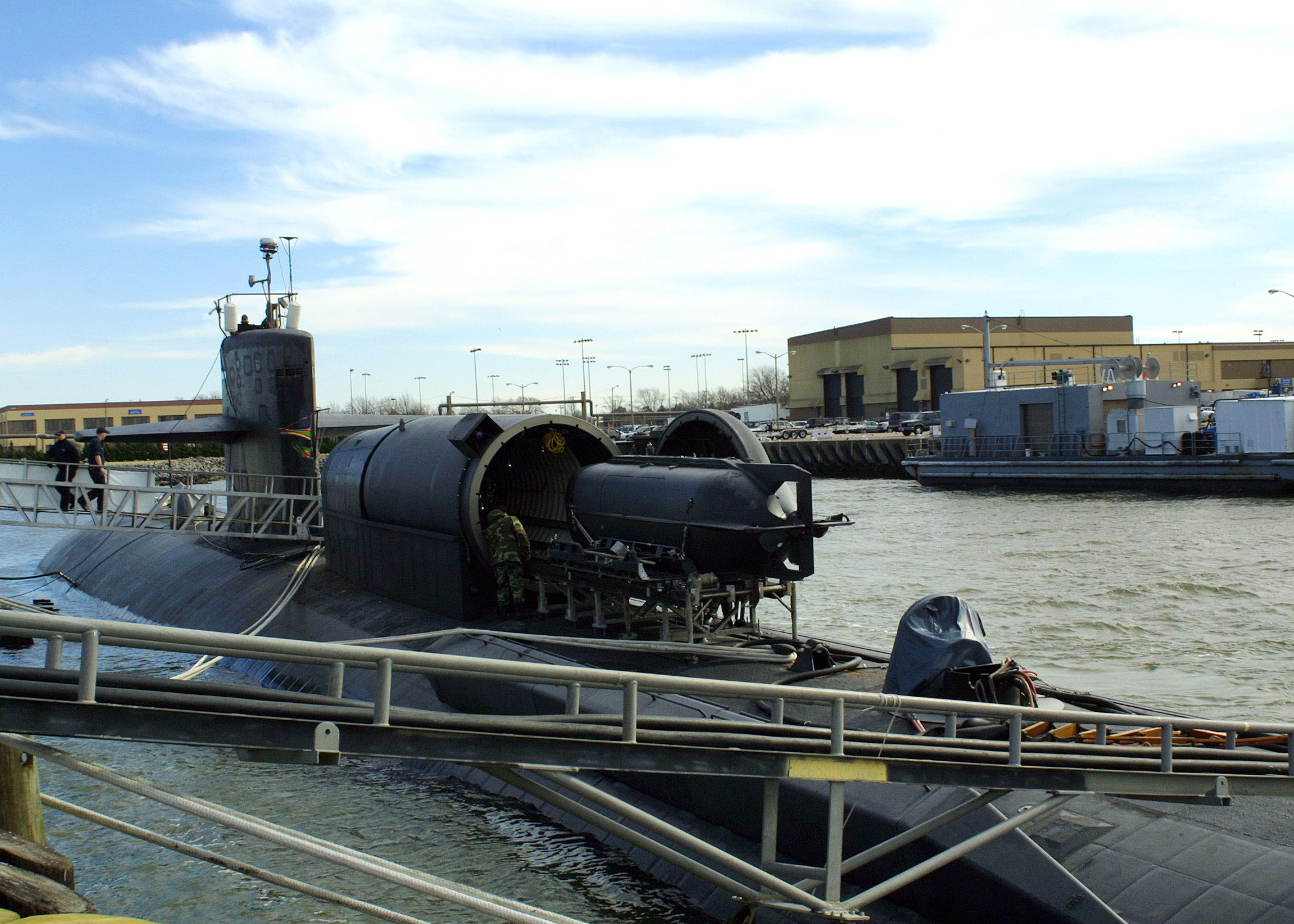
Cargando un SDV en el submarino USS Dallas (SSN 700).

Tras años dedicados a combatir organizaciones terroristas en África y Asia los SEAL están experimentando ahora un gran cambio. Se busca ahora que los SEAL regresen a sus raíces marítimas, lograr una mayor integración en la flota y así fortalecer la capacidad de guerra naval de EE. UU.. La causa es la necesidad de responder al desafío de China, Rusia y otras potencias globales. El plan reducirá el número de equipos SEAL en un 30%, aunque se ampliará la plantilla de los equipos. El objetivo es centrarse en la lucha contra oponentes marítimos y submarinos. Según sus jefes los SEAL fortalecerán sus capacidades de Internet, guerra electrónica y sistemas no tripulados para con ello perfeccionar la recopilación de información, engañar y derrotar al enemigo.

## Selección y entrenamiento

### Candidatos
Los requerimientos para entrar en el curso de selección del SEAL son:
- El candidato debe ser militar (Ya sea hombre o mujer) activo de la marina de guerra de Estados Unidos o del Servicio de Guardacostas.
- El aspirante no puede haber cumplido los 28 años a la fecha de empezar el curso.

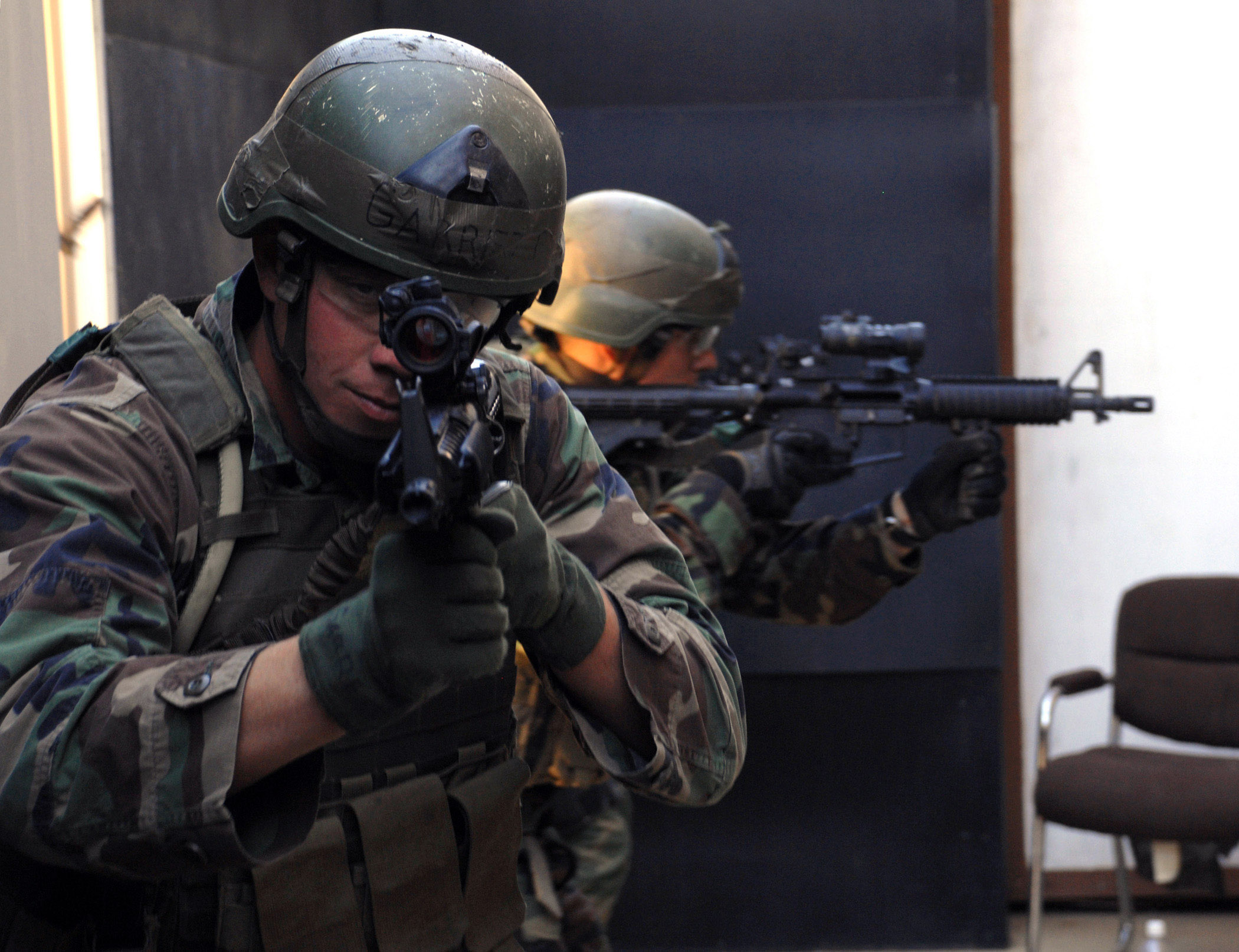
Alumnos practican ejercicios CQB durante un entrenamiento de cualificación SEALs.

### Selección
El entrenamiento y selección de los SEALs trata de llevar a sus miembros hasta el límite físico y psicológico. En la selección del SEALs se lleva a los candidatos hasta la extenuación social, física y psicológica, poniendo a prueba lo bien que puede un hombre trabajar en equipo bajo intensa presión mental y dolor físico. La selección de los SEAL se engloba en la primera fase del curso de seis meses, llegando al punto cumbre del entrenamiento en la Semana del Infierno, cinco días en los que los reclutas pasan por constante frío, hambre y se les priva de sueño. El porcentaje de abandono de los candidatos en la selección es cercano al 60%. La mayoría de los reclutas se retira mucho antes de la Semana del Infierno al no resistir el entrenamiento, que implica correr 15 millas, además de nadar 2 millas en aguas abiertas e intensas pruebas físicas. Las pruebas van ganando en intensidad y nivel de riesgo a medida que avanza el curso de selección. Una de las pruebas más peligrosas parece ser la de nadar con los pies y las manos atadas. Los instructores emplean el castigo físico a menudo para evaluar la reacción de los candidatos.
Para acceder a la selección los candidatos deben pasar primero una serie de pruebas físicas y médicas. Las fases del curso inicial de selección componen el curso BUD/S (Basic Underwater Demolition/SEAL) y son:
- Fase 1 - Acondicionamiento básico. Dura ocho semanas. Se basa en la condición física, habilidades en el agua, trabajo en equipo y resistencia. Las primeras tres semanas preparan hacia la cuarta semana, conocida como la "semana del infierno". Las 4 semanas restantes están dedicadas a métodos de reconocimiento acuático y navegación. En esta fase no es raro que se pida a los candidatos subir colinas con mochilas de entre 30 y 50 kilos a la espalda o se les lleva a nadar en una piscina con las manos atadas a la espalda y los pies inmovilizados. Como norma general se trata de que los candidatos duerman poco y se les hace arrastrar botes y troncos por la arena y sin parar de correr, todo para cansarlos y llevarlos hasta el punto máximo que pueden aguantar física y síquicamente.

- Fase 2 - Buceo. Dura ocho semanas. Se entrena y califica a los candidatos en buceo de combate. El entrenamiento físico es continuo y se hace cada vez más intenso.  En esta fase se deben aprender aspectos más bien técnicos de los ejercicios de buceo.

- Fase 3 - Guerra terrestre. Dura nueve semanas. Se centra en orientación, tácticas de guerrilla, técnicas de patrulla, rápel, tiro y demolición. También se aprenden técnicas de demolición y manejo de armas durante la instrucción terrestre. Las últimas 3 semanas y media se pasan en la Isla de San Clemente, donde los candidatos aplican las técnica aprendidas. Para completar el entrenamiento se sigue un curso de tres semanas de paracaidismo.

Entre el inicio de la instrucción y el momento final en que el voluntario es admitido y puede ingresar en los SEAL pasa un año y medio de entrenamiento, al que hay que sumar un año más de entrenamiento hasta el primer despliegue en combate. Completada la selección el candidato sigue siendo puesto a prueba y se evalúa su respuesta ante situaciones altamente estresantes, para asegurarse de que todos los alumnos sean competentes. Los candidatos pasarán por una fase final de 8 semanas de entrenamiento enfocadas en la planificación de misiones, operaciones, tácticas, técnicas y procedimientos. Todos los que superan el proceso ganan el derecho a llevar la insignia de los SEAL en su uniforme.
Los SEAL deben aprenden a saltar en paracaídas en todas las modalidades de salto y con su entrenamiento se especializan en combate cuerpo a cuerpo y para toda clase de escenarios de combate, armas, y condiciones. También se entrenan en clima ártico, escalada, conducción, etc..
A diferencia de otras unidades de operaciones especiales todos sus miembros están calificados como buceadores de combate. El entrenamiento adicional en buceo es necesario dado que los SEAL son la unidad encargada de operaciones especiales submarinas. Los SEAL también se entrenan con los minisubmarinos SDV en reconocimientos especiales ya que les permite llegar sigilosamente al objetivo.

## Equipamiento

### Uniforme
En combate el uniforme a emplear puede cambiar, en función de la necesidad de confundirse con los soldados que operan en la zona y así pasar desapercibidos. En los últimos años se empleó mucho el uniforme llamado Desert Camouflage Uniform (DCU), esto es el desértico de tres tonos empleado por todas las ramas de las fuerzas armadas estadounidenses. Con la introducción de uniformes de patrones pixelados los SEAl usaron estos nuevos uniformes si operaban junto a tropas que los emplearan. En muchos casos los SEAL realizan pequeñas modificaciones en los uniformes estándar. Los SEAL están autorizados a llevar cualquier cosa cuando están en combate, así que no es raro ver en las fotografías que para estar cómodos prescinden de equipos reglamentarios para operar más cómodos.

### Vehículos
Los SEAL pueden contar con los helicópteros y aviones de la US Navy y de los Marines. Normalmente si emplean helicópteros para sus misiones estos serían los del 160.º Regimiento de Aviación de Operaciones Especiales del US Army, unidad dedicada a dar este servicio a las fuerzas especiales de EE. UU.. Por tanto no es raro que los SEAL se entrenen con los MH-6 Little Bird, MH-60 Black Hawk y MH-47 Chinook del 160th SOAR del ejército, ya que serán estos los que empleen en caso de combate real.

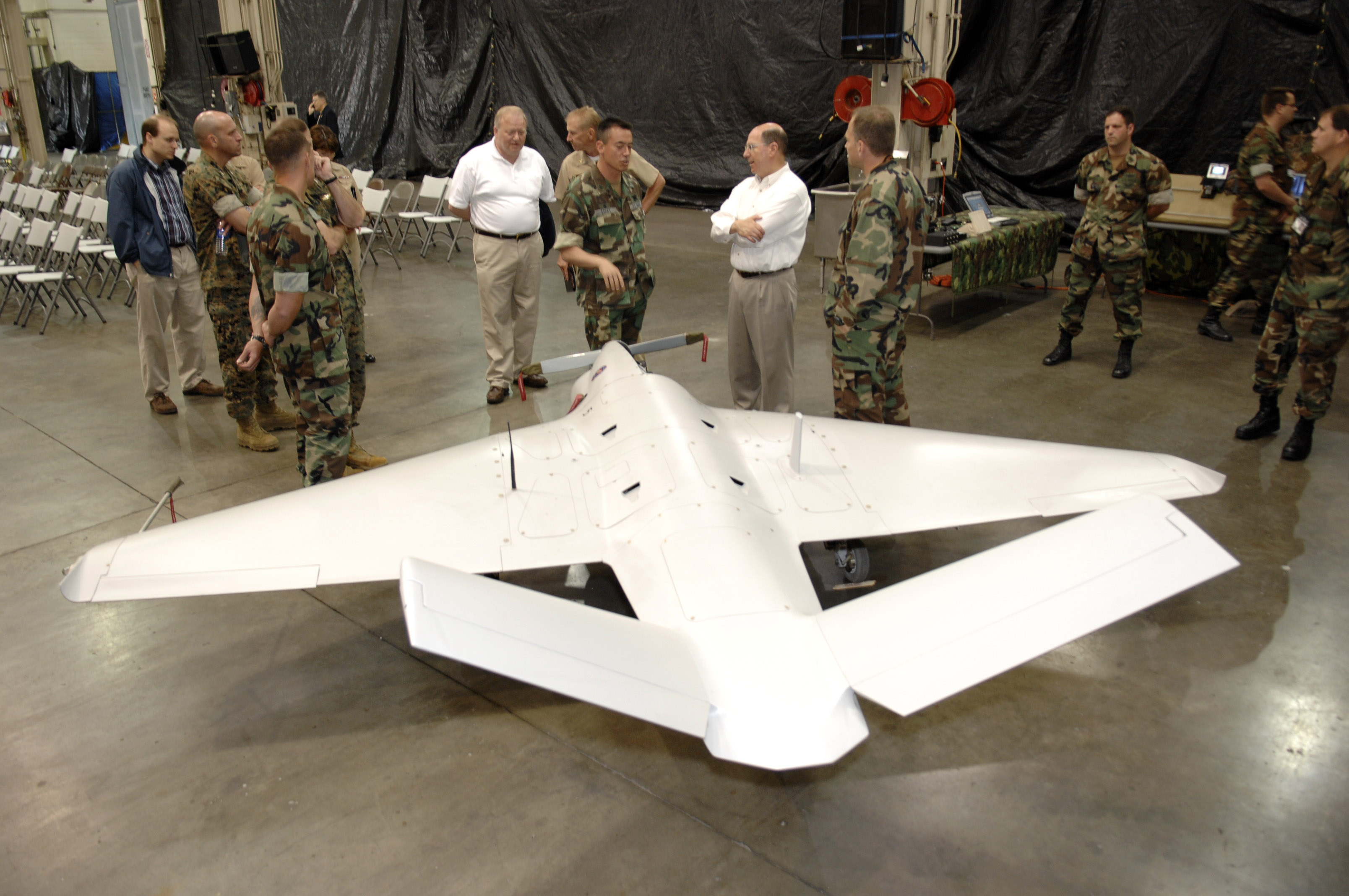
miembros del SEAL muestran uno de sus UAV al Secretario de la Marina.

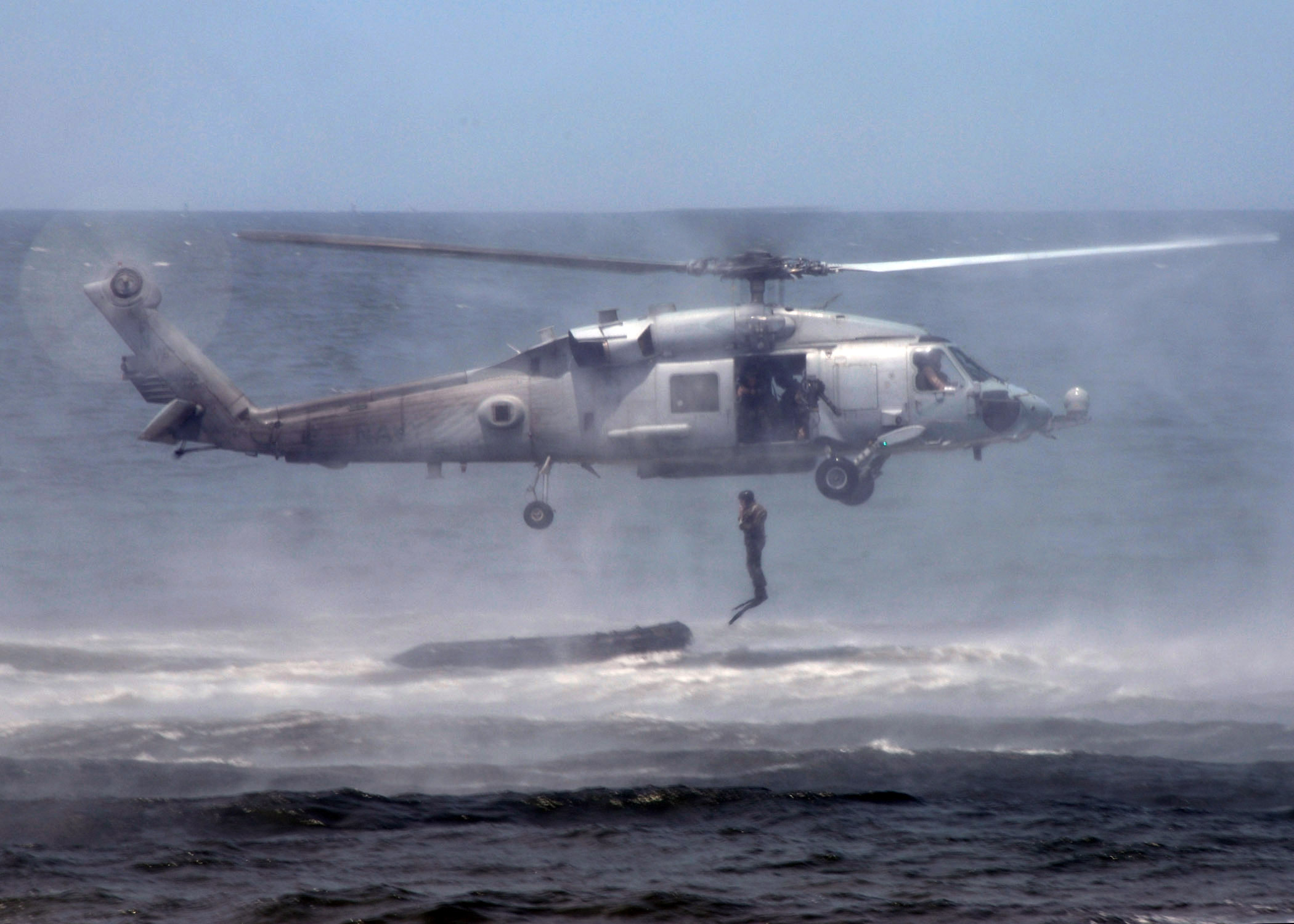
Practicando una inserción desde un MH-60S Sea Hawk.

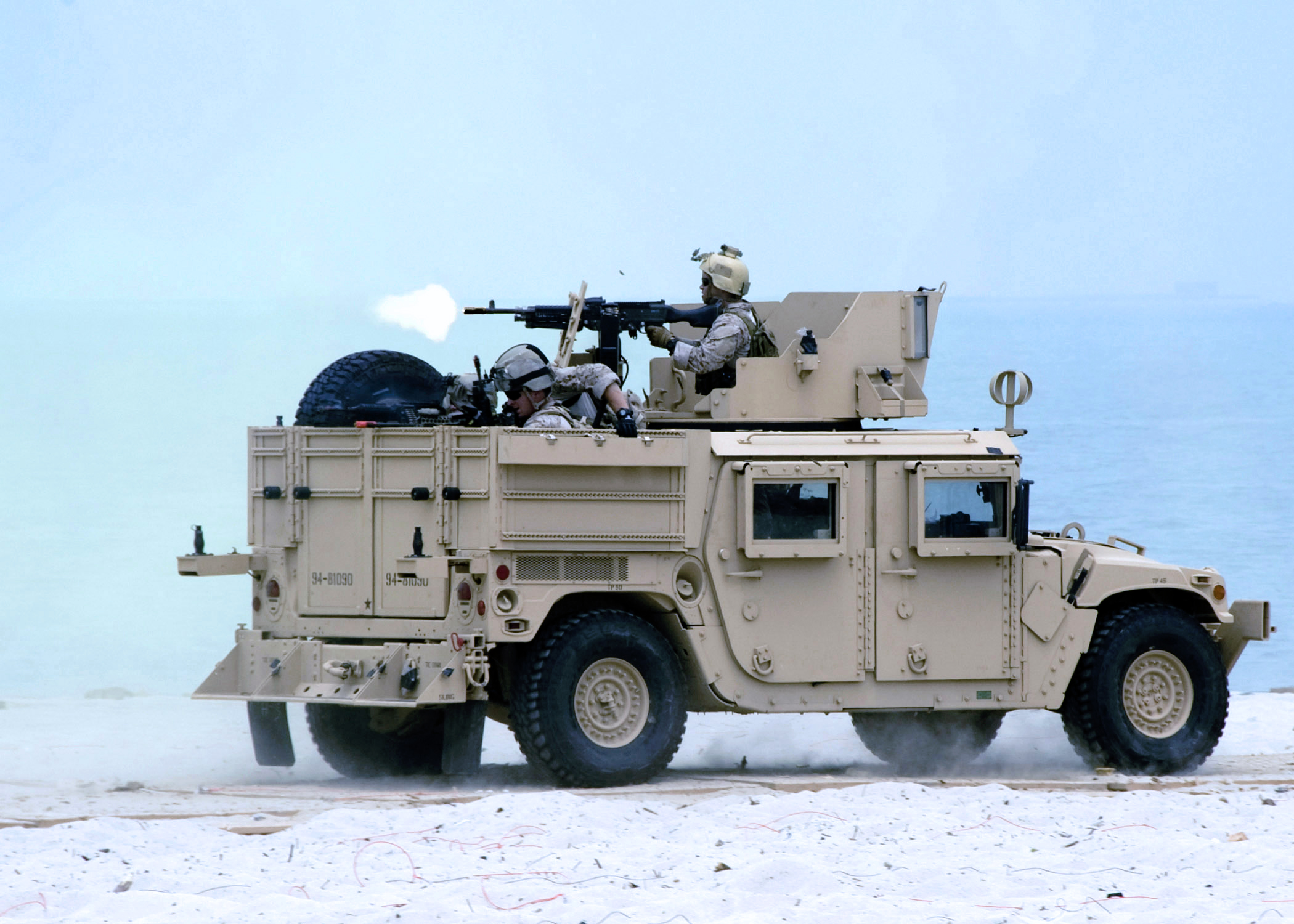
SEAL fotografiados durante un ejercicio de extracción.

Los vehículos terrestres no son ajenos a los SEAL. En 1991 los SEAL emplearon vehículos de patrulla del desierto (DPV). En las misiones realizadas en Irak después de 2003 los SEAL emplearon vehículos Humvees o Bradleys, lo que además de protección les daba también la posibilidad de transportar una cantidad adicional de armamento y equipo. También se realizaron en Irak inserciones a pie, mediante helicópteros o paracaídas e incluso en lanchas.
Se sabe que los SEAL emplean desde 2005 vehículos M1165 GMV (Ground Mobility Vehicle) y se entrenan habitualmente con ellos. De hecho los vehículos empleados por los SEAL son denominados GMV-N (N for Navy), ya que a las adaptaciones de las fuerzas especiales han añadido otras propias. Anteriormente se emplearon los HMMWV M1025 y M1113 GMV, modificaciones realizadas para las fuerzas especiales. En la guerra del golfo y posteriores despliegues los SEAL han sido vistos empleando Desert Patrol Vehicle (DPV), también llamados Fast Attack Vehicle (FAV),
Los SEAL tienen su propio equipos de botes rápidos y vehículos submarinos SDV (SEAL Delivery Vehicle) para realizar sus misiones. La Armada ha encargado en numerosas ocasiones embarcaciones especiales destinadas a las operaciones de los SEAL. En Vietnam los SEAL emplearon Light SEAL Support Craft (LSSC), botes rápidos de asalto desarrollados por en cargo de la US Navy. En la década de 1990 se compraron 20 lanchas Mk.V Special Operations Craft, destinadas a apoyar a los SEAL en sus misiones. En 2015 para reemplazarlos se adquirieron los botes Combatant Craft Medium Mk.1. Otras embarcaciones empleados por los SEAL son los Kayak, botes semirrigidos, lanchas de asalto CCH Sealion, etc.

### Armamento
El armamento de los equipos SEAL incluye gran variedad de rifles de francotirador, escopetas, ametralladoras, pistolas, lanzagranadas, morteros y cohetes. Dependiendo de la misión pueden alternarse con frecuencia. Los SEAL están debidamente entrenados para manejar toda esa amplia gama de armamento. En el caso del DEVGRU el entrenamiento se lleva al límite ya que está especializado en acción directa.
- Durante muchos años el arma estándar fue el rifle de asalto Colt M4A1 de operaciones especiales (SOPMOD). Era frecuente ver que los SEAL equipaban sus M4A1 con visor, visión infrarroja, láser de puntería y otras características que aumentaran su eficacia en las misiones de combate. Los SEAL reemplazaron sus M4 con fusiles Heckler & Koch 416 y FN SCAR Mk.17/FN SCAR Mk.16, fabricados para el Mando de Operaciones Especiales. Para asalto a edificios y lugares cerrados se cuenta con el M4 CQBR. El fusil MK 14 Mod 0 EBR fue construido originalmente para su uso con unidades del Naval Special Warfare Command. Parece ser que a los SEAL no terminó de gustarles el FN Scar después de probarlo en combate en Afganistán y su fusil actual preferido es el HK-416.[26]
- Si los Marines están comprando fusiles M27 es muy posible que los SEAL lo hayan ya incorporado a su arsenal.
- En cuanto a pistolas se tiene libertad para que cada uno escoja. Muchos SEAL usan la Sig Sauer P226 y la HK45C. Se suelen emplear también pistolas Sig Sauer P-228, ya que es fácil de ocultar y transportar. Si se necesita discreción se suele recurrir a la pistola MK23 Mod.45 cal SOCOM. Cuando se le coloca un silenciador la MK23 tiene la reputación de ser extremadamente silenciosa. En 2015 se decidió adoptar la Glock 19 por su mayor resistencia a la corrosión.[27]
- Los SEAL usan todavía la Heckler & Koch MP5, sobre todo la versión silenciada MP-5SD. Como subfusil el DEVGRU lo sustituyó por el MP-7, ejemplo seguido por los equipos. El HK MP7 es compacti, ligero y utiliza una munición de alta velocidad calibre 4,6 mm. que puede atravesar un chaleco antibalas.
- Aunque usan una gran variedad de escopetas, la preferida parece ser la Benelli M4 Super 90.
- Desde la experiencia de Vietnam el empleo de ametralladoras ligeras es muy frecuenta en los SEAL. En acciones de combate se aconseja asignar hasta seis ametralladoras ligeras a un pelotón SEAL. Actualmente las ametralladoras más empleadas son las Mk46 y Mk48, dos evoluciones de la M249. La Mk46 Mod 0 es empleada por la USSOCOM, dadas sus modificaciones no puede ser montada en vehículos ni usar cargadores y cuenta con railes Pitcarny. La Mk48 Mod 0 es la versión de la Mk46 en calibre 7,62 mm. y es empleada cuando se necesita un cartucho más pesado.
- Los rifles de francotirador también son parte del arsenal SEAL. Se entrenan en el empleo de varios rifles de francotirador (M14, M24, M110 SASS, M82A1 y MK11). El rifle de francotirador elegido para cada misión depende cual es el más adecuado.[28]
- Para algunas misiones se emplean ametralladoras, cohetes antitanque, morteros y lanzagranadas. Estas armas son desplegadas según los requerimientos de la misión.[29]

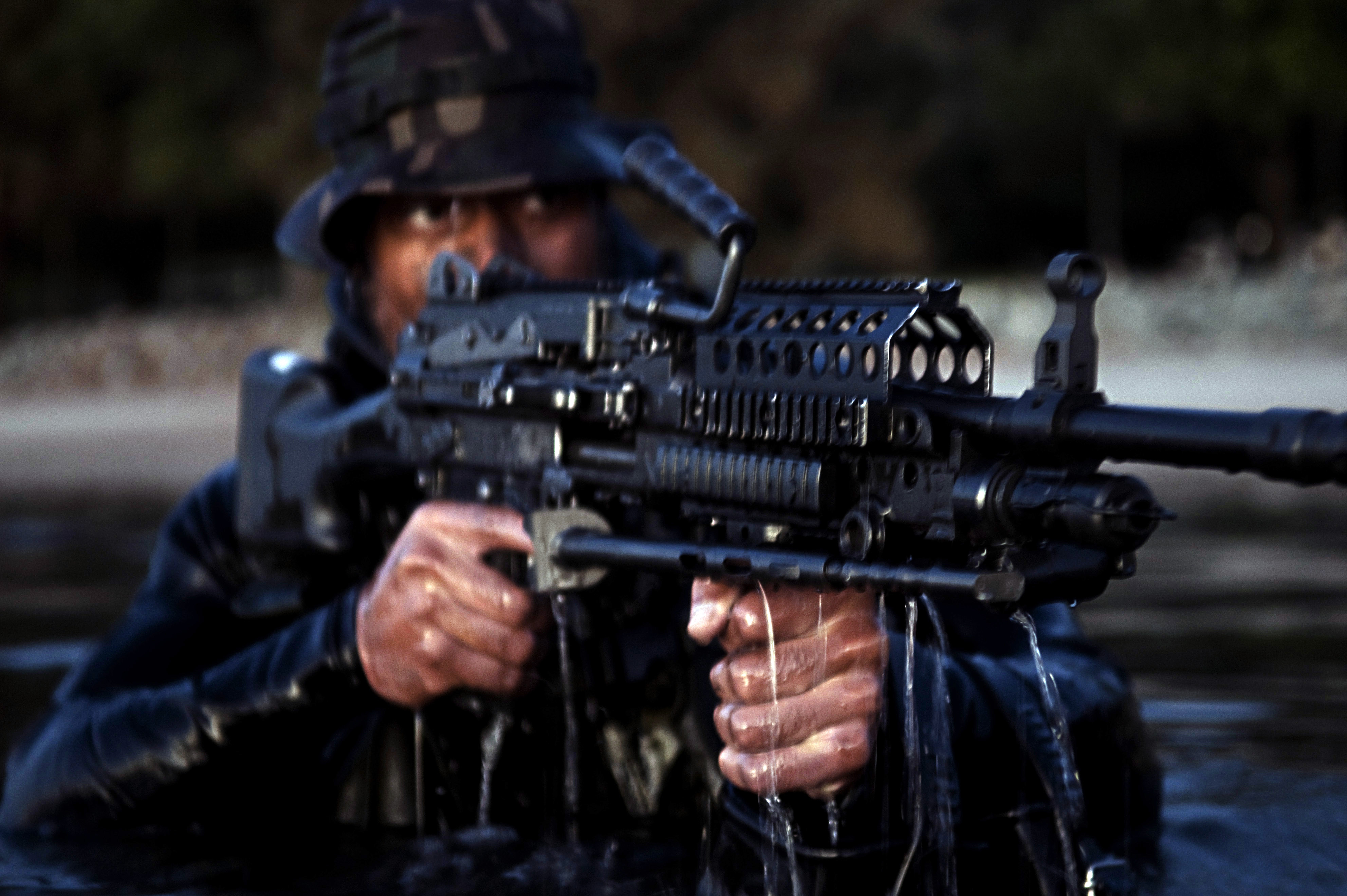
Un SEAL fotografiado en un entrenamiento con una ametralladora Mk48.

En Vietnam se hizo famosa la pistola Mark 22 modelo 0, un arma diseñada por Smith & Wesson para los SEAL. Para que el proyectil no efectuara ruido se desarrolló un proyectil subsónico especial. Para que la munición pudiera transportarse sin problema bajo el agua se realizaron paquetes especiales de 22 unidades.

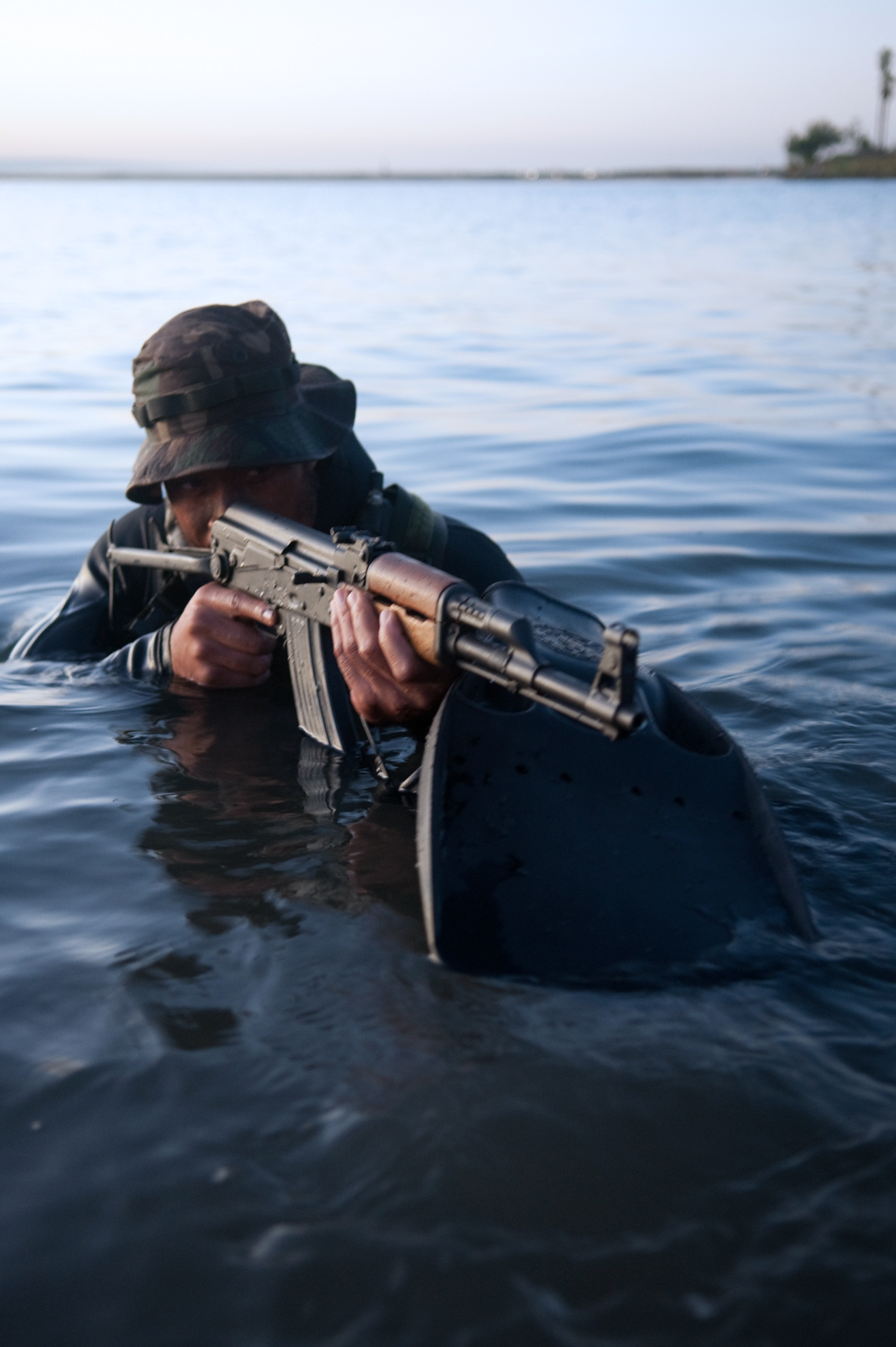
Un SEAL armado con un Ak47.

Otra arma mítica de los SEAL fue la ametralladora ligera Stoner 63, utilizada en Vietnam. En 1967 los SEAL compraron sus primeras Stoner 63, siendo denominadas Mk23 Mod 0. La variante Stoner 63A Commando empleaba un cañón corto y podía alimentarse mediante un tambor de 150 cartuchos adosado a la parte baja o cajas de 100/150 proyectiles adosadas a la izquierda. Hay que señalar que a diferencia de otras fuerzas especiales en Vietnan los SEAL no emplearon ametralladoras RPD capturadas. A finales de la década de 1980 el Stoner 63 fue sustituido por la ametralladora ligera M249 SAW en los SEAL. Los SEAL recomendaban en Vietnam el empleo de 6 Stoner en cada pelotón SEAL. El Stoner era un arma increíble pero que requería un mantenimiento cuidadoso. Para soldados profesionales altamente entrenados en el manejo de armas como los SEAL el mantenimiento y cuidado no representaron problema alguno. Además dado que los SEAL operaban en pequeños destacamentos, siempre escasos de suministros y rodeados de enemigos, contar con un arma como la Stoner capaz de transformarse para cubrir ocho diferentes roles en vez de tener ocho armas diferentes parecía sobre el papel facilitar la movilidad y flexibilidad. Según la leyenda el Vietcong ofrecía 500 dólares a quien capturara una Stoner. Los SEAL adaptaron para sus Stoner los cargadores de tambor de la ametralladora ligera Degtyarev (RPD), capturadas al Vietcong. Eran tan populares que el fabricante pronto ofreció su propio cargador de tambor con capacidad de 150 disparos.
Los SEAL en Vietnam emplearon los lanzagranadas M79 y XM418. Insatisfechos con su disparo único, pidieron una versión con cargador y así recibieron el China Lake, una modificación del M79 con cargador de 3 disparos, más otro en la recámara. A pesar de su éxito en combate, fue solamente un arma experimental.
En Vietnam también se emplearon la versión china del Ak-47 o escopetas Remington Model 870. Asimismo, los SEAL hicieron sus propias modificaciones en los fusiles M16A1 Mk4 Mod 0. para adaptarlos al entorno en que se movían.

## Galería de imágenes

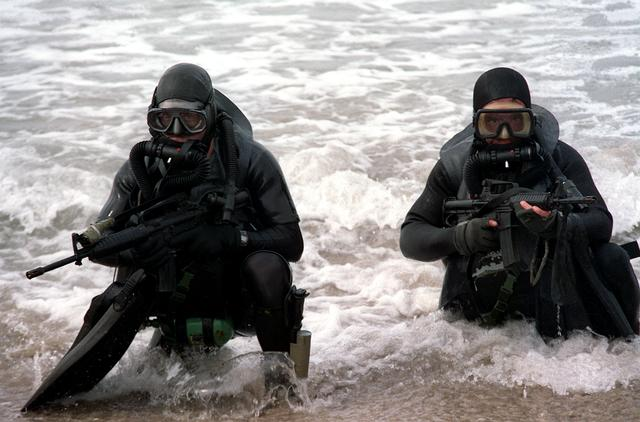
SEALs con trajes de buzo emergiendo del océano.
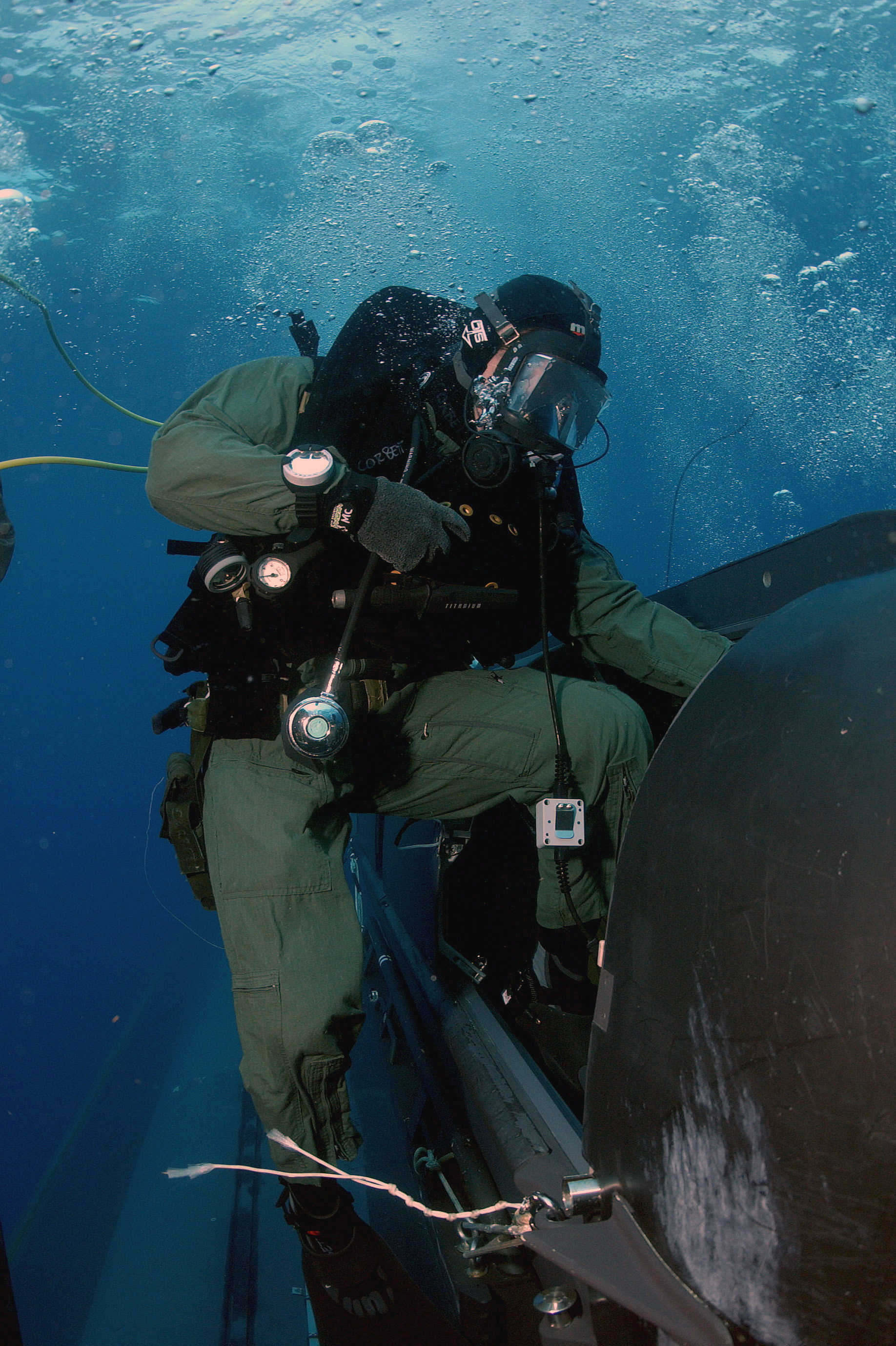
Un SEAL saliendo de un submarino.
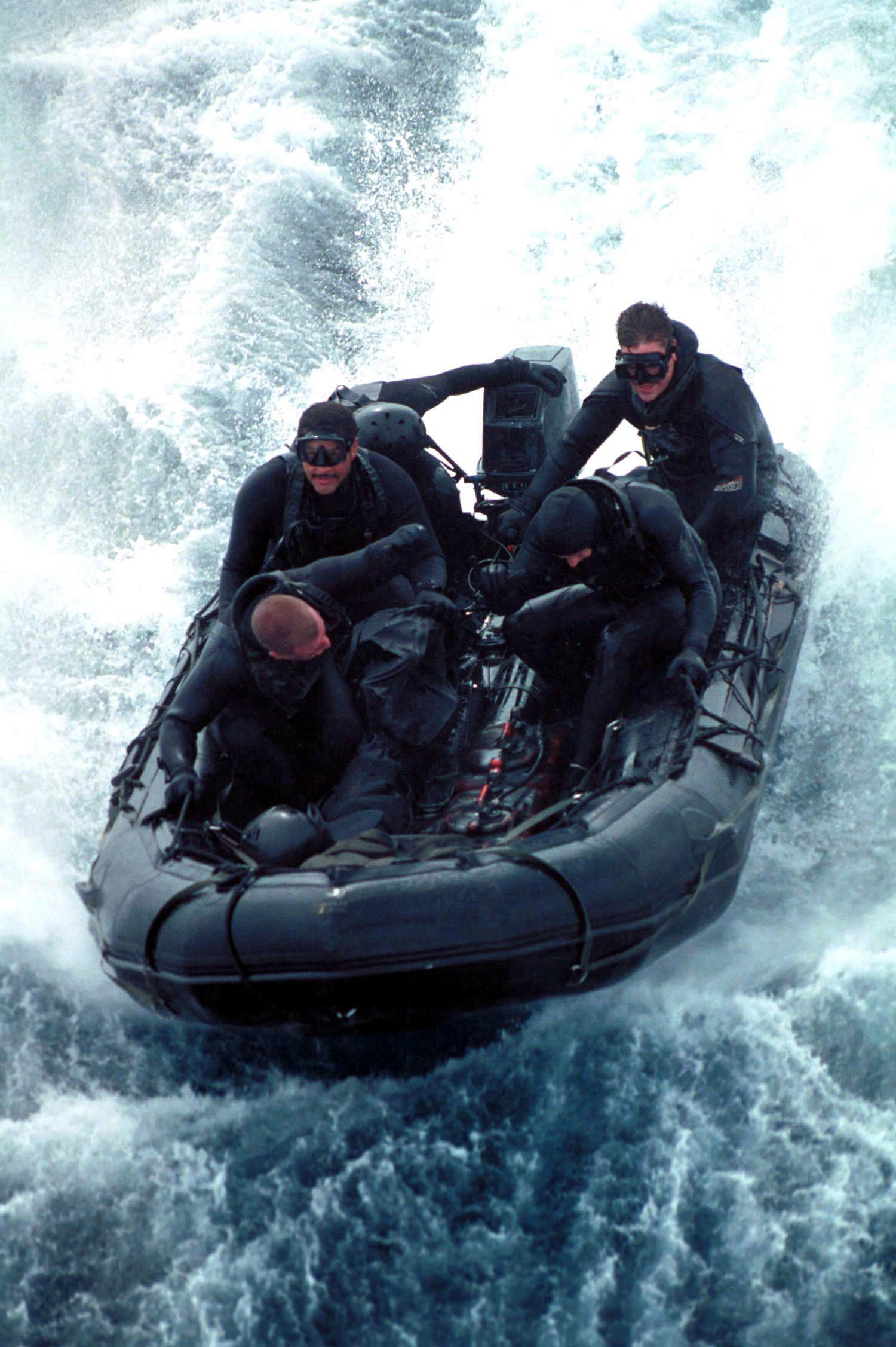
Un grupo de SEALs en una lancha semirrígida.
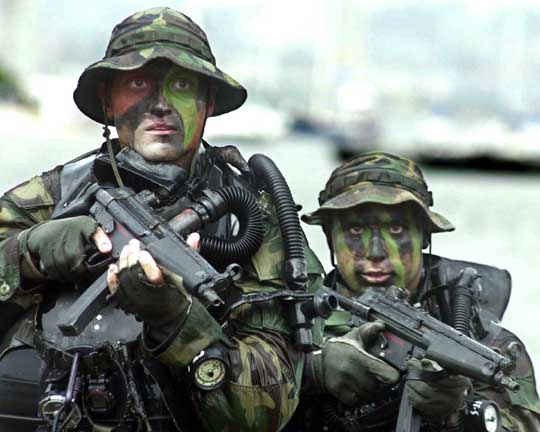
SEALs llegando a tierra desde el mar.
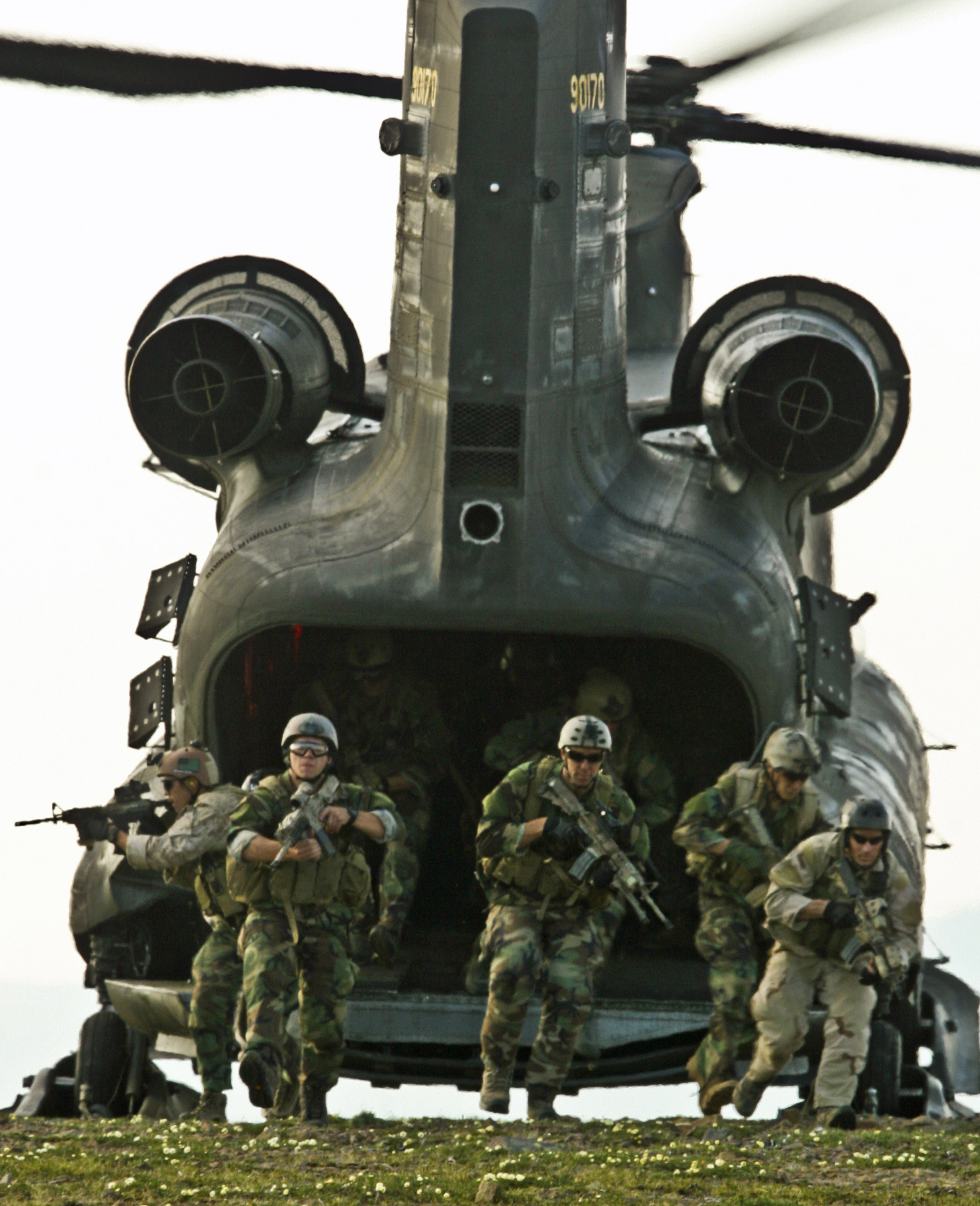
SEALs saliendo de un CH-47D Chinook.
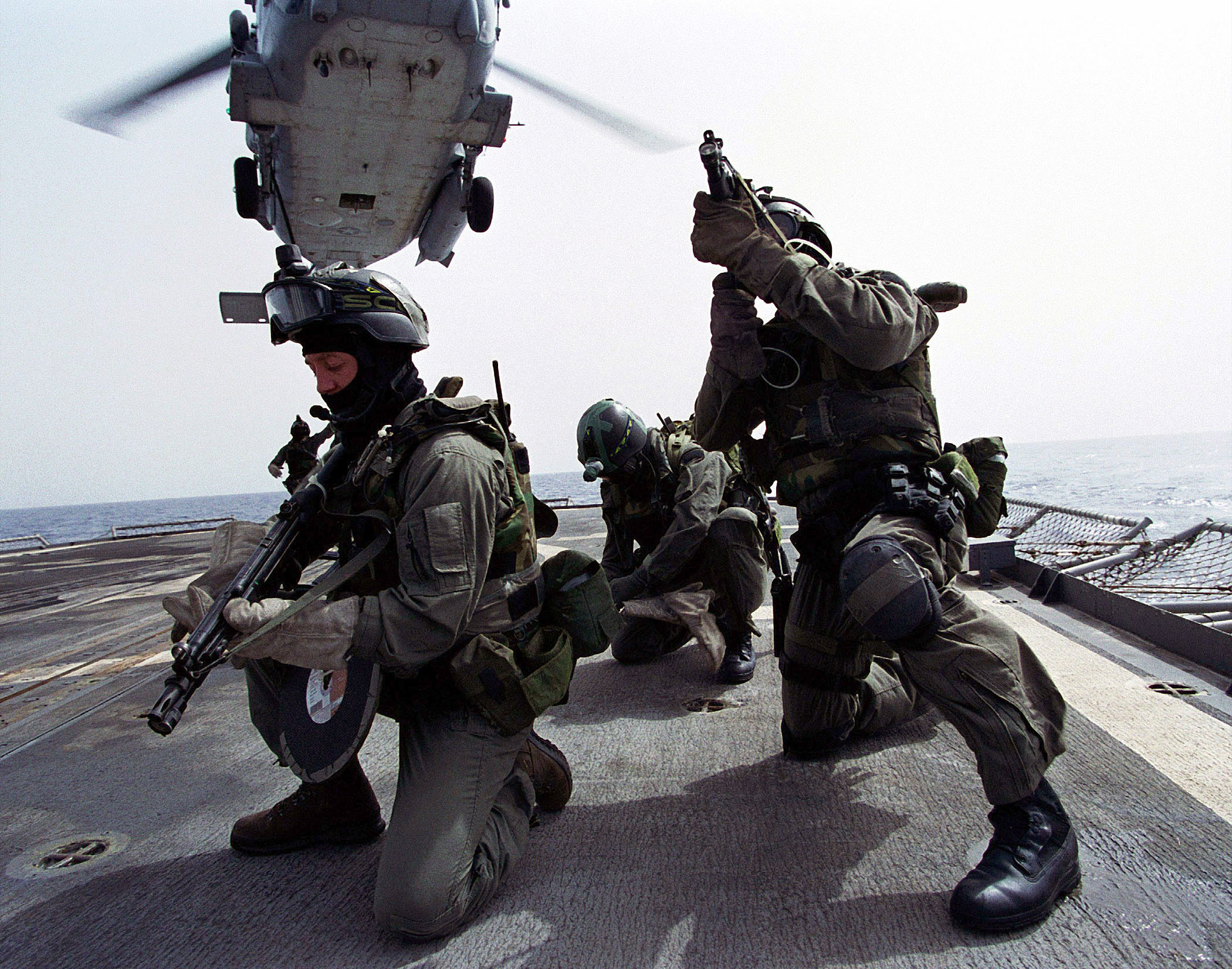
SEALs aerotransportados a la cubierta de un buque.
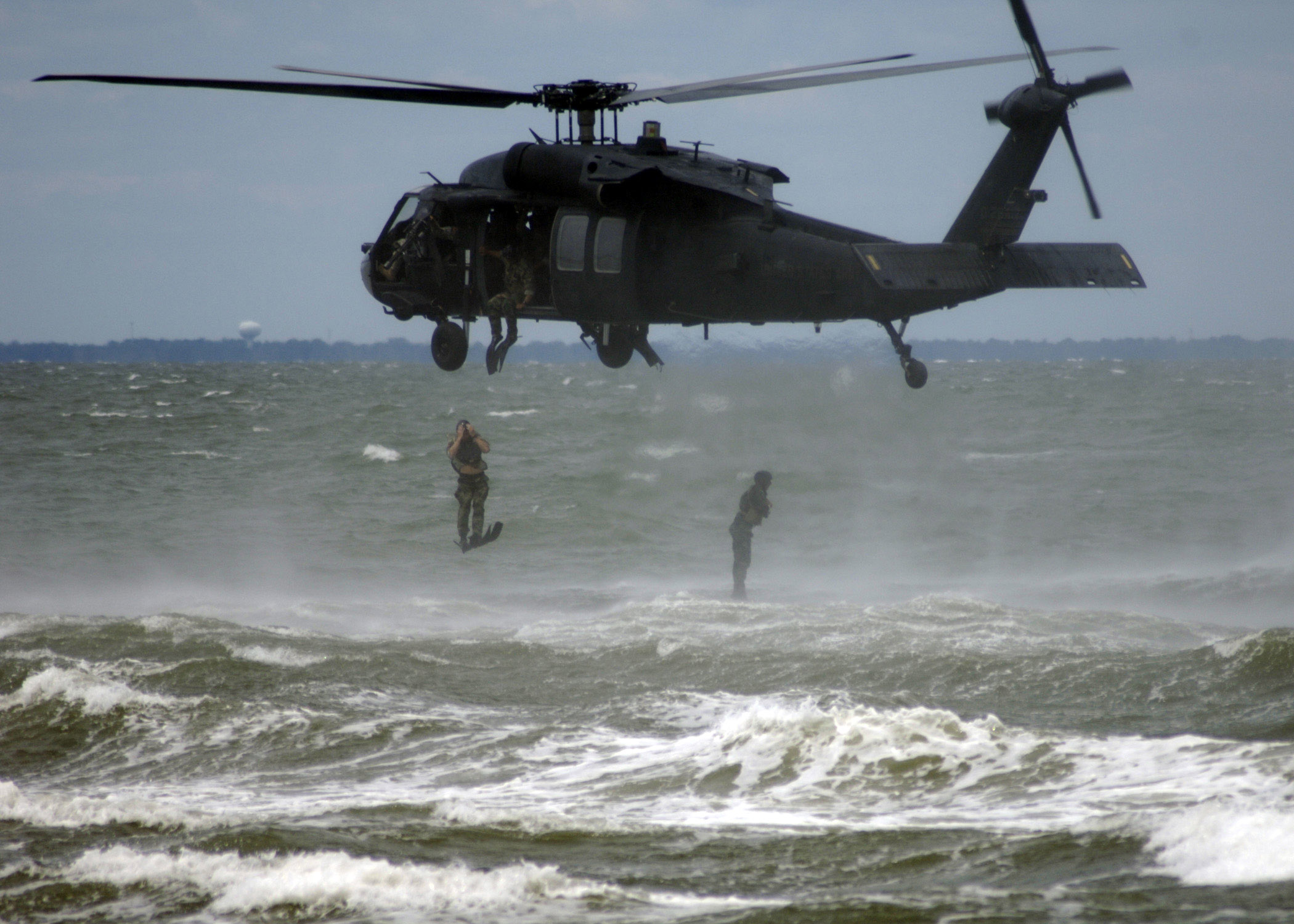
SEALs saltando al mar desde un helicóptero UH-60 Black Hawk
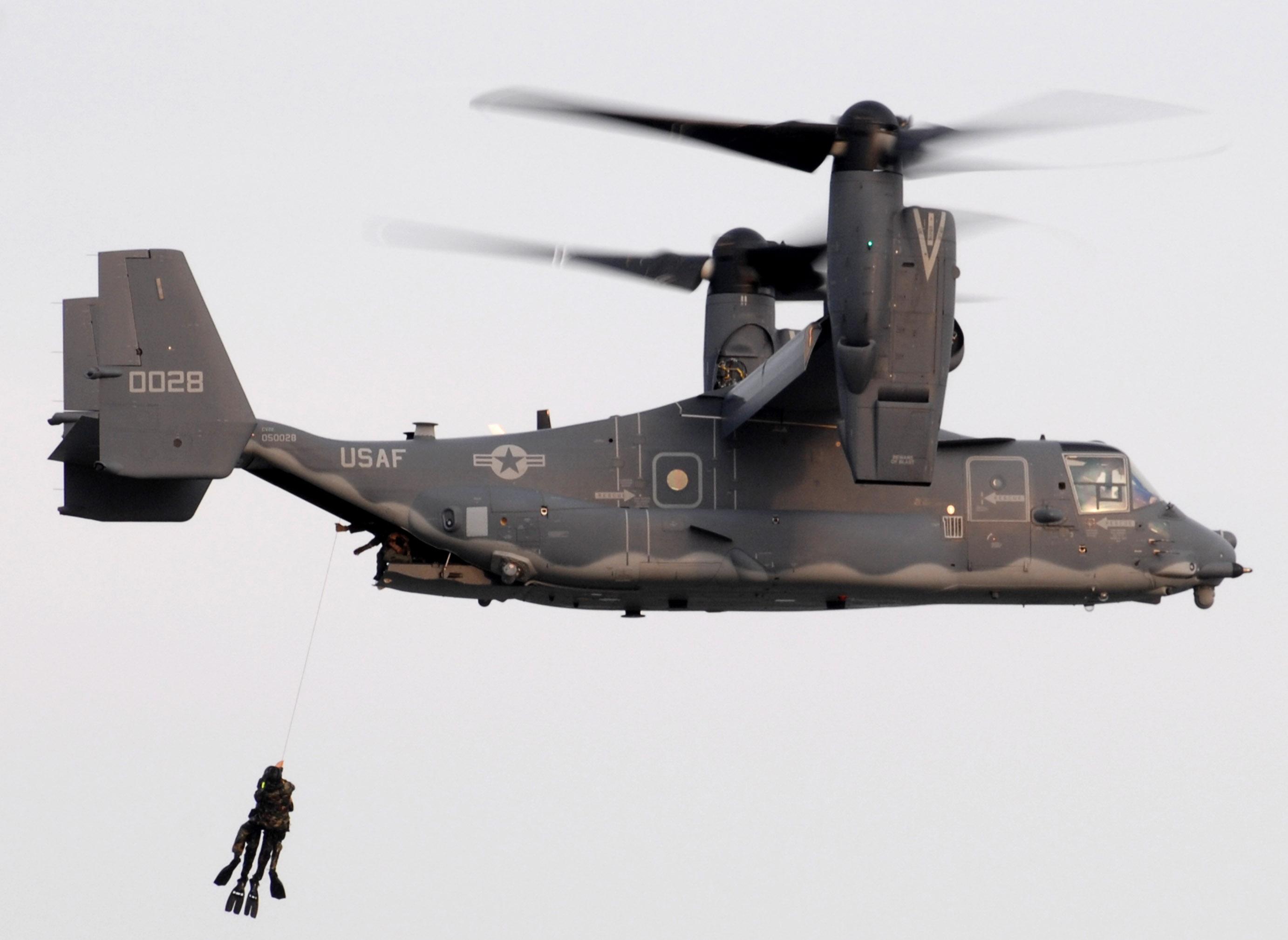
Dos buzos SEAL siendo izados por un convertiplano CV-22 Osprey.
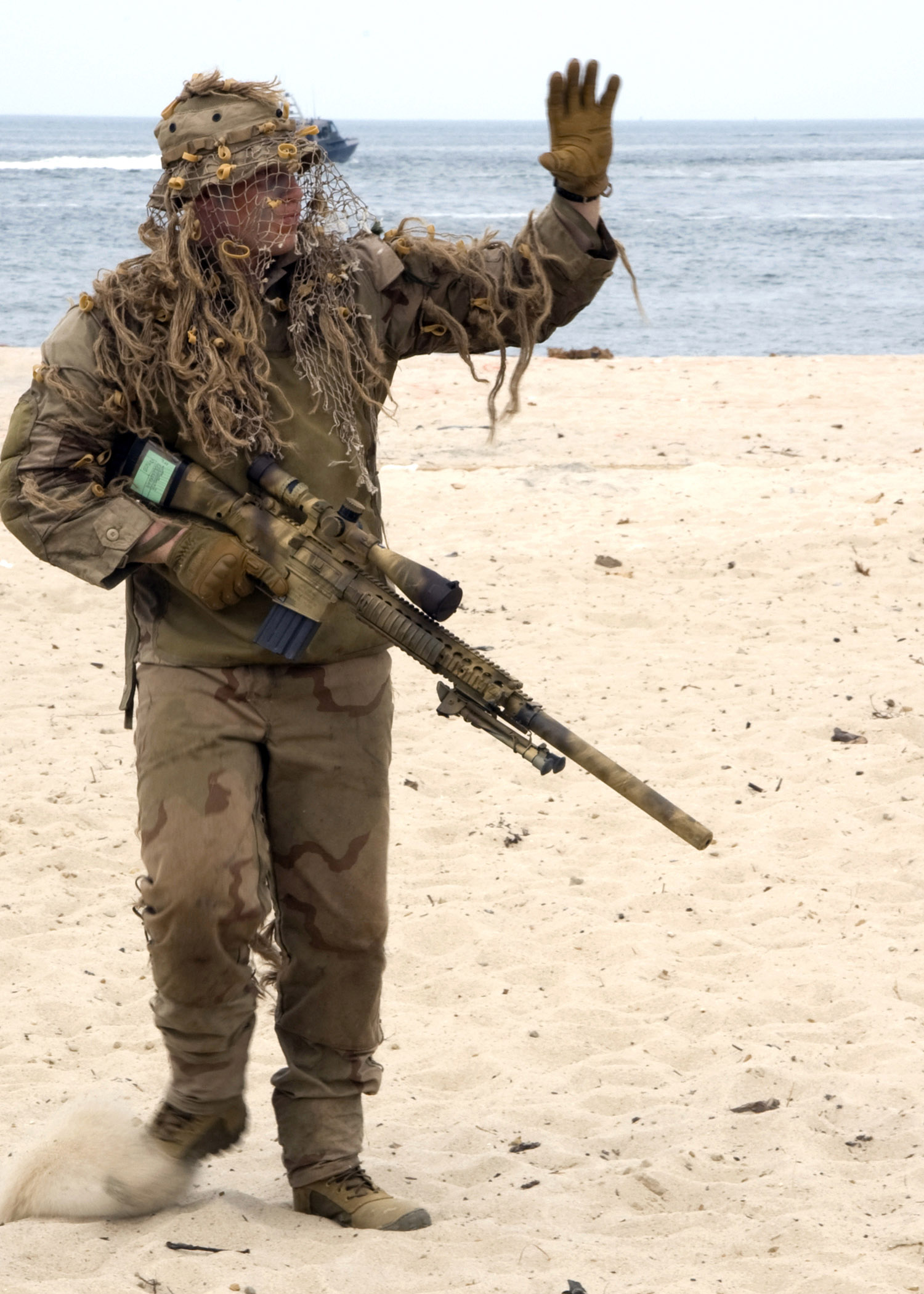
SEAL francotirador con un fusil M110 SASS.
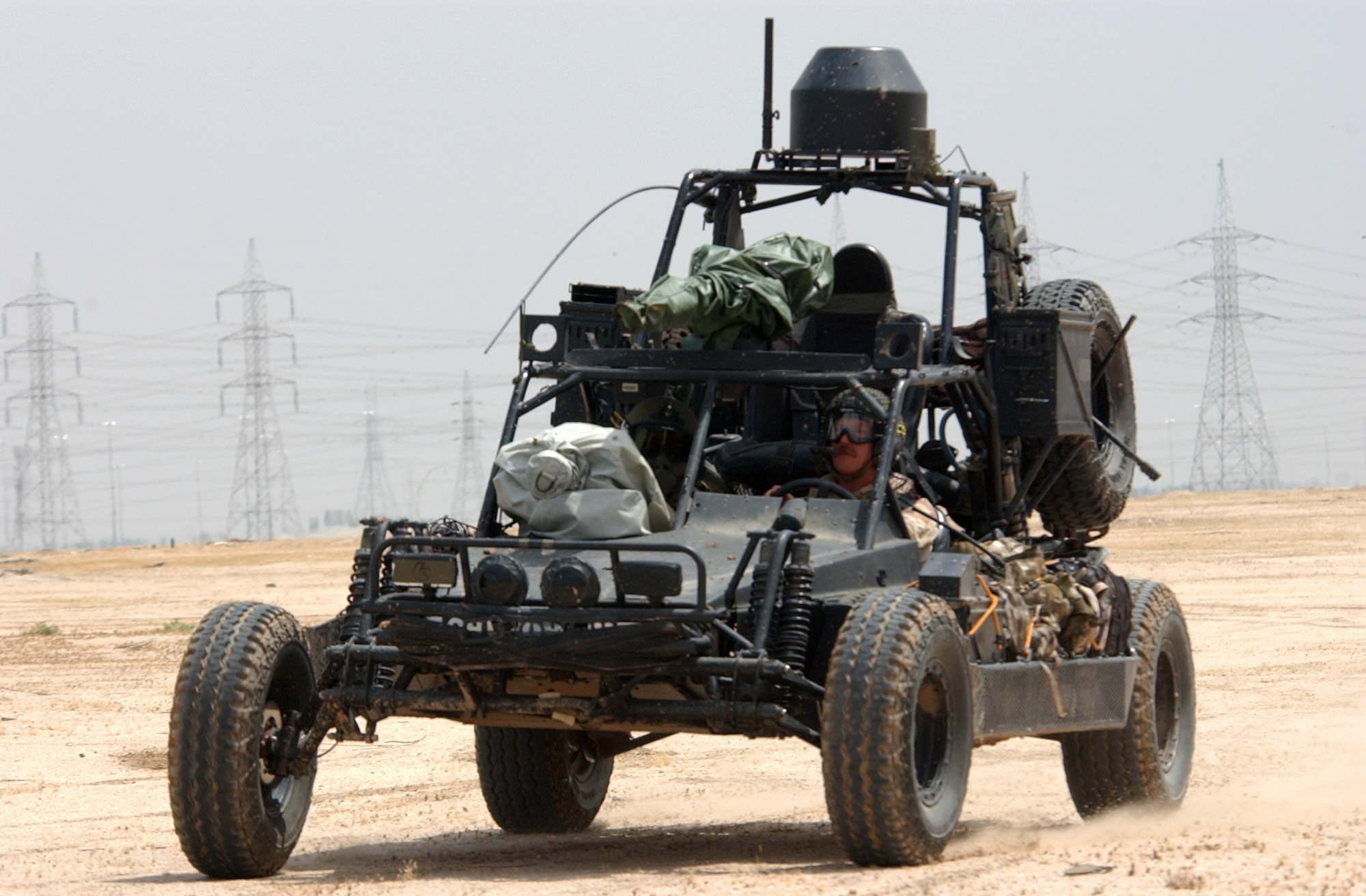
Vehículo de alta movilidad DPV utilizado por los SEALs en zonas desérticas.
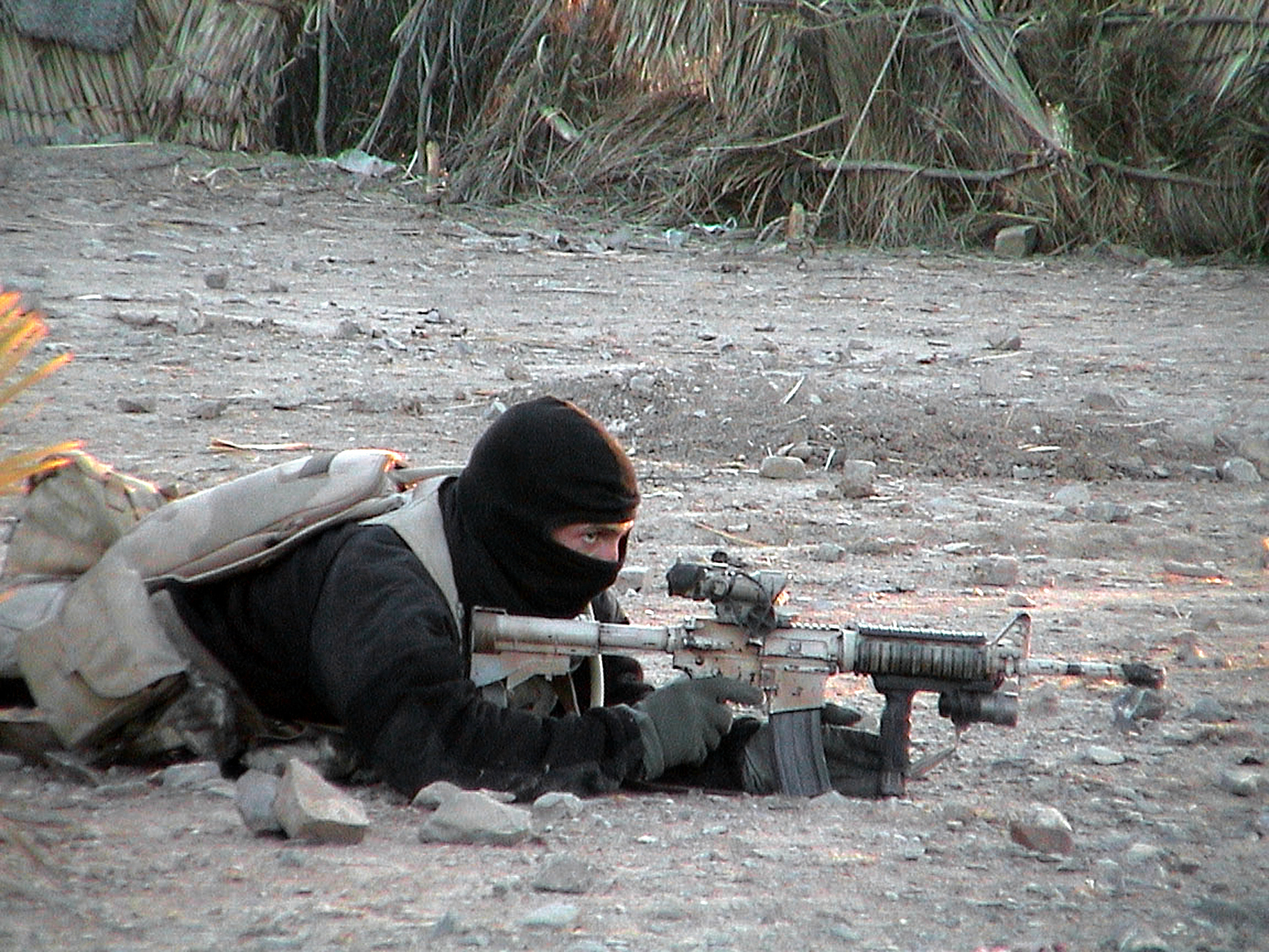
Un SEAL en una operación antitalibán en 2002 durante la Guerra de Afganistán.
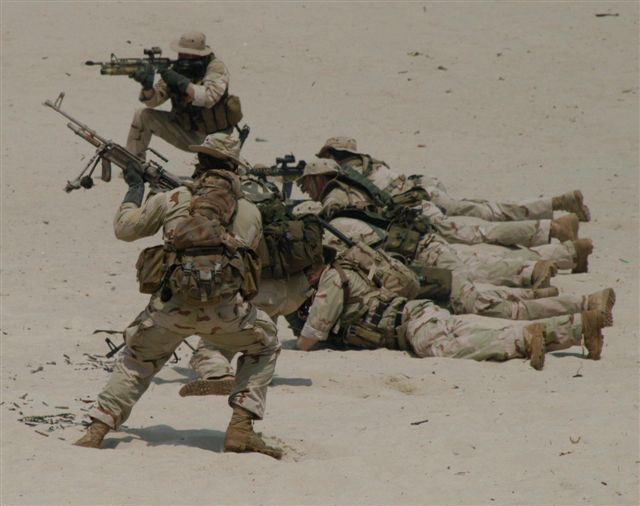
SEALs durante un entrenamiento de combate directo en desierto.
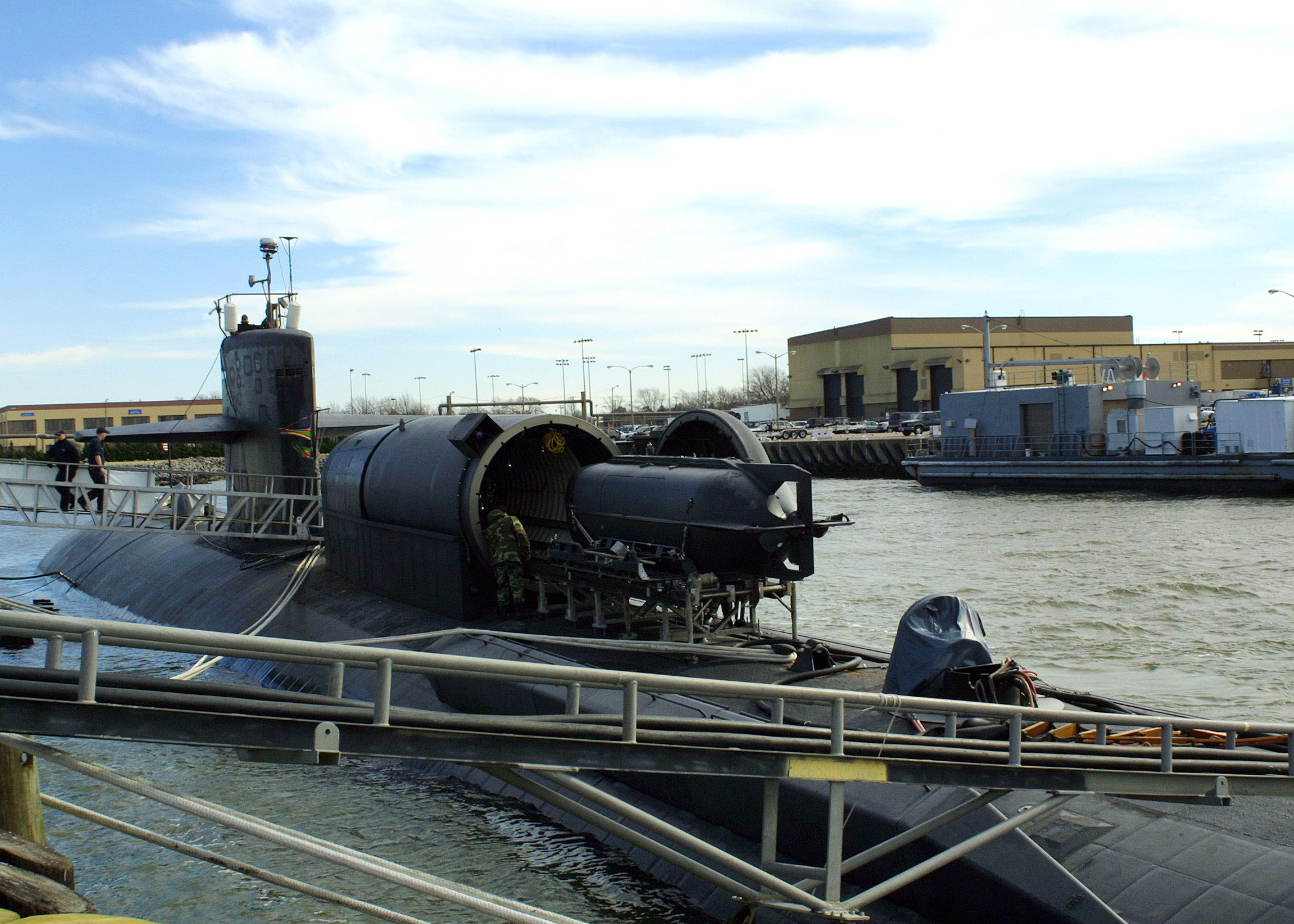
Minisubmarino SEAL Delivery Vehicle de los Navy SEAL, saliendo del hangar de cubierta del USS Dallas SSN-700 6

## SEALs famosos
- Christopher Scott Kyle, francotirador:  el francotirador más letal de la historia militar estadounidense (Odessa, Texas, Estados Unidos; 8 de abril de 1974 - Glen Rose, Texas, Estados Unidos; 2 de febrero de 2013), en cuya historia se basó la película American Sniper (película).

- Christopher Cassidy, astronauta. Participó en la misión STS-127.
- Bob Kerrey, gobernador de Nebraska de 1983 a 1987 y senador por Nebraska de 1989 a 2001. Fue condecorado con la Medalla de Honor por acciones durante la guerra de Vietnam.
- Richard Machowicz, presentador del programa Armas del Futuro de Discovery Channel.
- Michael A. Monsoor, premiado con la Medalla de Honor a título póstumo por acciones en la guerra de Irak.
- Erik Prince, fundador de Blackwater Worldwide.
- Theodore Roosevelt IV, bisnieto del presidente de los Estados Unidos Theodore Roosevelt.
- William Shepherd, comandante de la Expedición 1 de la Estación Espacial Internacional.
- Neil Roberts Oficial de primera clase, fallecido en Afganistán en 2002 durante la Operación Anaconda, y el primer Seal fallecido (oficialmente) en servicio desde 1989.
- Marcus Luttrell, único superviviente de la Operación Alas Rojas en la guerra de Afganistán.
- David Goggins, corredor de ultramaratones, ciclista de ultradistancia, triatleta, orador público y autor de diversos libros.